# Olympische Sommerspiele 2012/Reiten

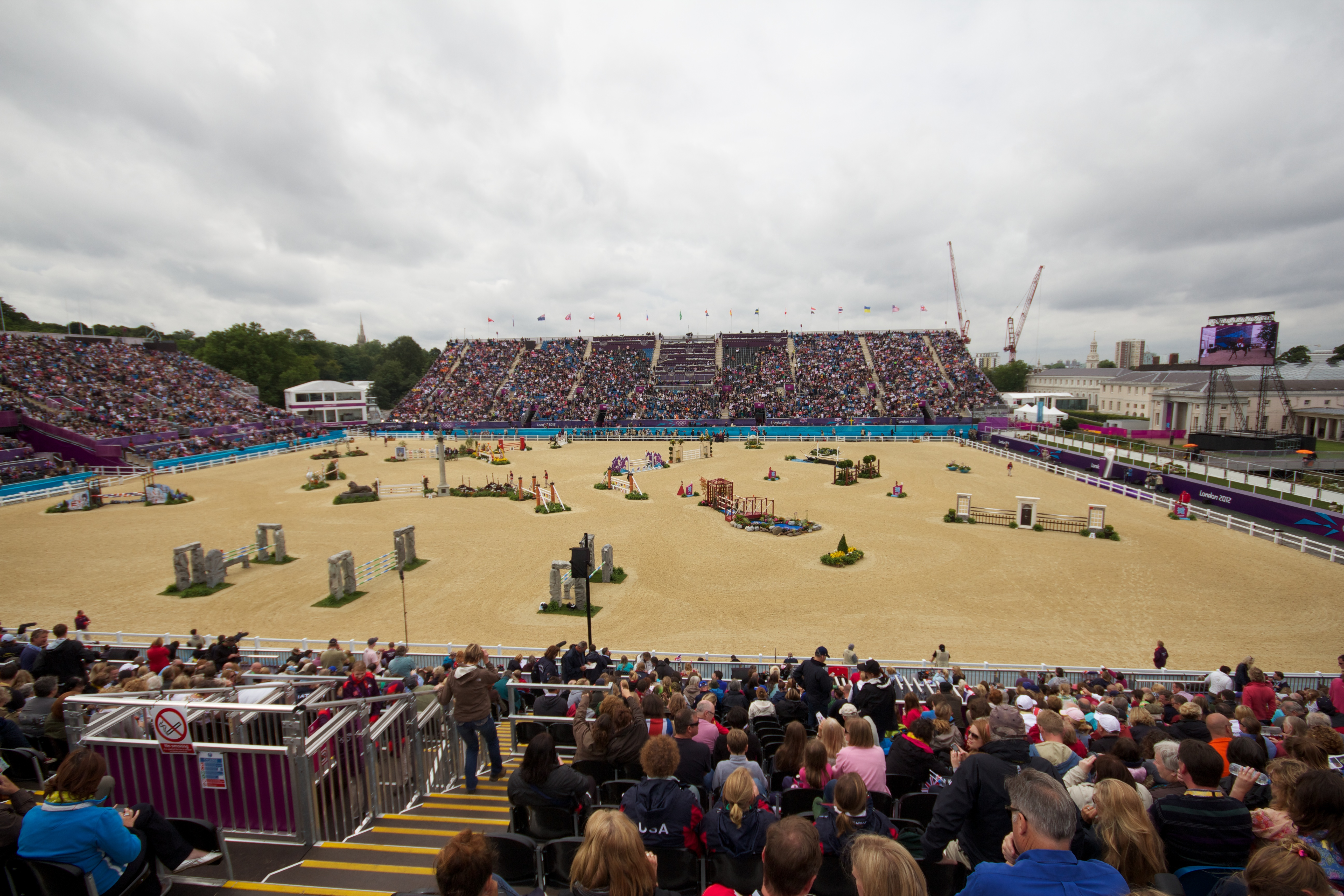
Innenansicht des Reitsportstadions im Greenwich Park

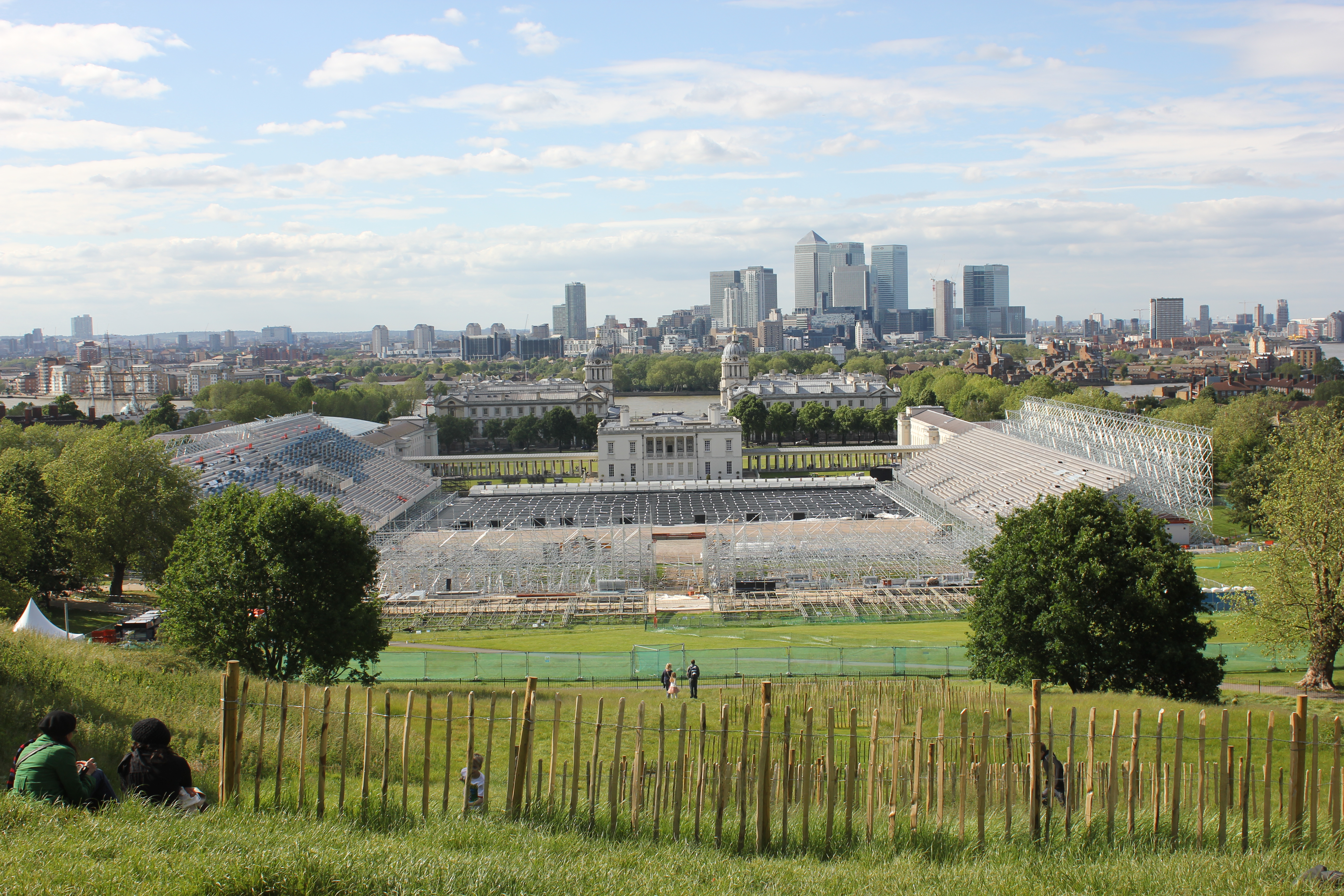
Das im Bau befindliche Reitsportstadion, Anfang Juni 2012

Bei den Olympischen Sommerspielen 2012 in der britischen Hauptstadt London wurden vom 28. Juli bis 9. August im Greenwich Park sechs Wettbewerbe im Reitsport ausgetragen, jeweils eine Einzel- und eine Mannschaftsentscheidung in der Dressur, dem Springreiten und in der Vielseitigkeit.
Frauen und Männer haben sich traditionell gemeinsam gemessen. Das Wettkampfprogramm im Spring- und Vielseitigkeitsreiten war identisch im Vergleich zu dem der Olympischen Sommerspiele 2008 in Peking/Hongkong, in der Dressur wurde der Ablauf hingegen geändert.

## Änderungen im Programm
Im Spring- und Vielseitigkeitsreiten gab es keine Änderung zu den letzten Olympischen Spielen. In der Dressur wurde das Programm jedoch deutlich geändert: Die Einzelwertung wurde ausschließlich in der Grand Prix Kür entschieden. Die Mannschaftswertung wurde anhand des Arithmetischen Mittels der Ergebnisse von Grand Prix de Dressage und Grand Prix Spécial entschieden.
Aufgrund des engen Zeitplans in London wurde zudem ein verkürzter Grand Prix Spécial ausgeritten, der auf internationalen Turnieren ab dem 1. Oktober 2011 bis zum Jahresende 2012 zum Einsatz kommt. Da diese verkürzte Prüfung bei den Reitern nicht überzeugen konnte, wird nach den Olympischen Spielen wieder der alte Grand Prix Spécial eingeführt.

„Es war gut den neuen Special mal in einer Prüfung geritten zu haben und ich kann jetzt schon sagen – ich freue mich nicht auf das nächste Mal.“

## Wettbewerbe und Zeitplan
| Wettbewerbe und Zeitplan Reitsport | Wettbewerbe und Zeitplan Reitsport | Wettbewerbe und Zeitplan Reitsport | Wettbewerbe und Zeitplan Reitsport | Wettbewerbe und Zeitplan Reitsport | Wettbewerbe und Zeitplan Reitsport | Wettbewerbe und Zeitplan Reitsport | Wettbewerbe und Zeitplan Reitsport | Wettbewerbe und Zeitplan Reitsport | Wettbewerbe und Zeitplan Reitsport | Wettbewerbe und Zeitplan Reitsport | Wettbewerbe und Zeitplan Reitsport | Wettbewerbe und Zeitplan Reitsport | Wettbewerbe und Zeitplan Reitsport |             |
|                                    | Juli/August                        | Juli/August                        | Juli/August                        | Juli/August                        | Juli/August                        | Juli/August                        | Juli/August                        | Juli/August                        | Juli/August                        | Juli/August                        | Juli/August                        | Juli/August                        | Juli/August                        | Juli/August |
| Wettbewerbe                        | 28.                                | 29.                                | 30.                                | 31.                                | 1.                                 | 2.                                 | 3.                                 | 4.                                 | 5.                                 | 6.                                 | 7.                                 | 8.                                 | 9.                                 |             |
| ---------------------------------- | ---------------------------------- | ---------------------------------- | ---------------------------------- | ---------------------------------- | ---------------------------------- | ---------------------------------- | ---------------------------------- | ---------------------------------- | ---------------------------------- | ---------------------------------- | ---------------------------------- | ---------------------------------- | ---------------------------------- | ----------- |
| Dressur Einzel                     |                                    |                                    |                                    |                                    |                                    |                                    |                                    |                                    |                                    |                                    |                                    |                                    |                                    |             |
| Dressur Mannschaft                 |                                    |                                    |                                    |                                    |                                    |                                    |                                    |                                    |                                    |                                    |                                    |                                    |                                    |             |
| Springen Einzel                    |                                    |                                    |                                    |                                    |                                    |                                    |                                    |                                    |                                    |                                    |                                    |                                    |                                    |             |
| Springen Mannschaft                |                                    |                                    |                                    |                                    |                                    |                                    |                                    |                                    |                                    |                                    |                                    |                                    |                                    |             |
| Vielseitigkeit Einzel              |                                    |                                    |                                    |                                    |                                    |                                    |                                    |                                    |                                    |                                    |                                    |                                    |                                    |             |
| Vielseitigkeit Mannschaft          |                                    |                                    |                                    |                                    |                                    |                                    |                                    |                                    |                                    |                                    |                                    |                                    |                                    |             |

## Ergebnisse Vielseitigkeit

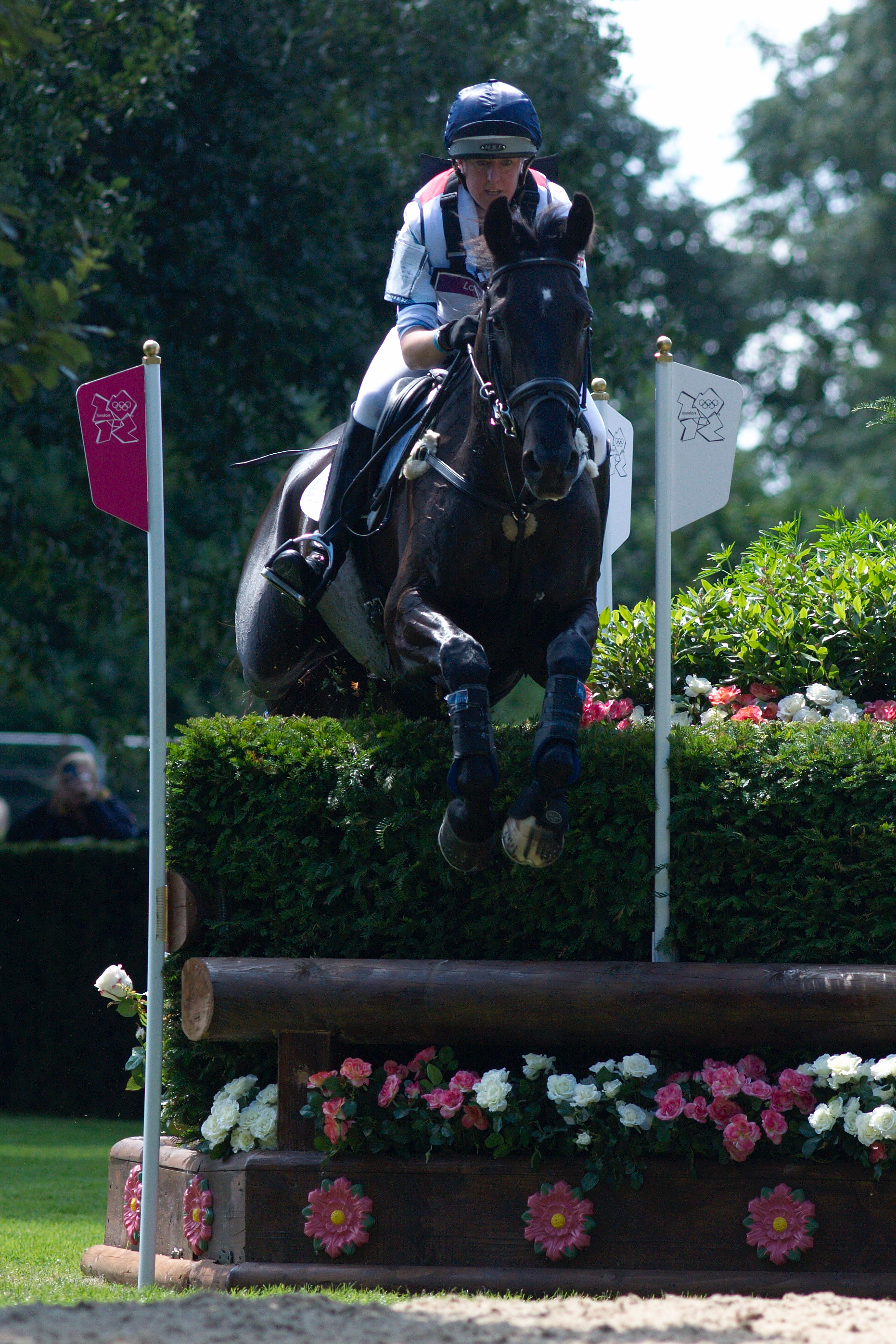
Nicola Wilson und Opposition Buzz auf der Geländestrecke der Olympischen Spiele 2012

Das Programm der Vielseitigkeitsreiter begann bereits am ersten offiziellen Wettkampftag (Samstag, der 28. Juli 2012) mit der Teildisziplin Dressur. Diese wurde am 29. Juli fortgesetzt. An beiden Tagen fanden die Ritte in der Zeit zwischen 10:00 und etwa 16:30 Uhr Ortszeit statt.
Bereits einen Tag später, am 30. Juli, wurde zwischen 12:30 Uhr und 17:45 Uhr Ortszeit die Geländeprüfung ausgetragen. Teilnehmende Sportler und Trainer beschrieben diese im Vorfeld als verhältnismäßig kurze Strecke mit sehr starken Anstiegen und Gefällen, zudem sei die erlaubte Zeit sehr knapp gesteckt. Eine weitere Besonderheit waren oft tiefhängende Äste, da die Bäume als Teil des Welterbes Greenwich Park nur sehr eingeschränkt beschnitten werden durften.
Am 31. Juli zwischen 10:30 Uhr bis 13:00 Uhr fand das Mannschaftsspringen statt. Bis hierhin wurden Einzel- und Mannschaftswertung im selben Wettbewerb ausgetragen. Während der Mannschaftswettbewerb nach dem Mannschaftsspringen entschieden war, folgte noch ein Einzelspringen. Dieses wurde ab 14:30 Uhr Ortszeit durchgeführt und ist der olympischen Regel geschuldet, dass keine zwei Medaillen für dieselbe Leistung vergeben werden sollen.

### Zwischenergebnisse

#### Teilprüfung Dressur

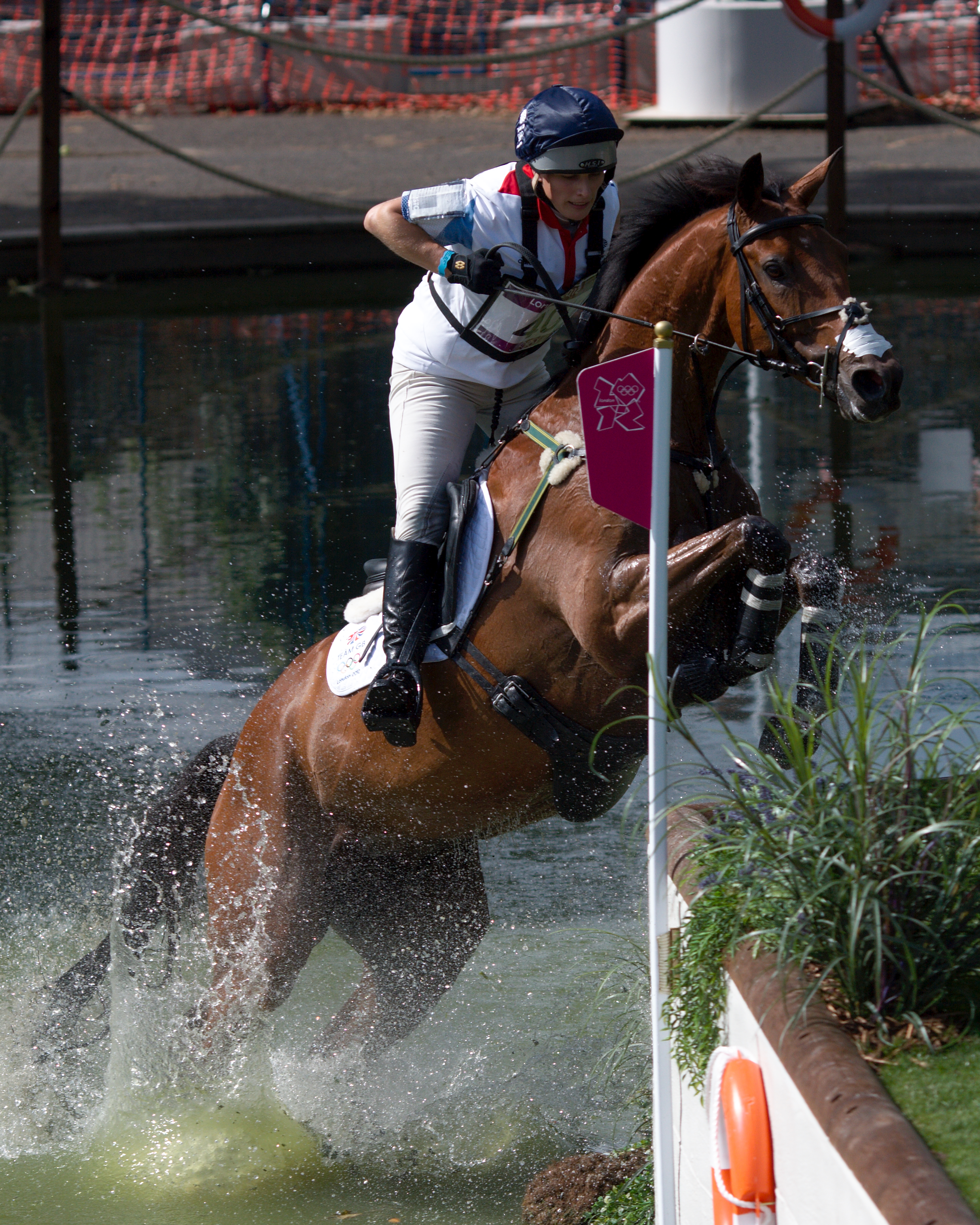
Zara Phillips mit High Kingdom am Wasseraussprung, Geländestrecke der Olympischen Spiele 2012

Nach dem ersten Dressurtag lag Ingrid Klimke mit Butts Abraxxas in der Einzelwertung in Führung. Mit einem Wert von 39,30 Minuspunkten verpasste sie damit jedoch ihren Rekordwert der letzten Europameisterschaften von 30,00 Minuspunkten deutlich. Auf Platz zwei kam Dirk Schrade mit King Artus (39,80 Minuspunkten) vor Mary King mit 40,90 Minuspunkten.
Nachdem der erste Turniertag von strahlendem Sonnenschein begleitet wurde, verschlechtere sich das Wetter am Folgetag deutlich. Zeitweilig musste die Prüfung wegen starken Regens und aufziehenden Gewitters unterbrochen werden.
Nach Abschluss des zweiten Dressurtages, vor der Geländestrecke, führte in der Einzelwertung der von Dirk Schrade trainierte japanische Reiter Yoshiaki Ōiwa mit 38,10 Minuspunkten, Schrade selbst befand sich auf dem sechsten Rang. Auf dem zweiten Rang befand sich Stefano Brecciaroli, der im Vorjahr bei der Europameisterschaft bester nicht-deutscher Einzelreiter auf Platz fünf im Endklassement war. Rang drei ging an den erfahrenen Mark Todd. Die Führende des Vortages, Ingrid Klimke, teilte sich punktgleich mit der Schwedin Sara Algotsson-Ostholt mit Wega den vierten Platz mit 39,30 Minuspunkten.
In der Mannschaftswertung führte die deutsche Mannschaft mit einem knappen Vorsprung von drei Minuspunkten.
Einzelwertung nach der Dressur:
| Rang | Reiter                 | Pferd                          | Minuspunkte (Prozent) |
| ---- | ---------------------- | ------------------------------ | --------------------- |
| 1    | Yoshiaki Oiwa          | Noonday de Conde               | 38,10 (74,568 %)      |
| 2    | Stefano Brecciaroli    | Apollo van de Wendi Kurt Hoeve | 38,50 (74,321 %)      |
| 3    | Mark Todd              | Campino                        | 39,10 (73,951 %)      |
| 4    | Ingrid Klimke          | Butts Abraxxas                 | 39,30 (73,827 %)      |
| 4    | Sara Algotsson-Ostholt | Wega                           | 39,30 (73,827 %)      |
| 6    | Dirk Schrade           | King Artus                     | 39,80 (73,457 %)      |
| 7    | Sandra Auffarth        | Opgun Louvo                    | 40,00 (73,333 %)      |
|      | ...                    |                                |                       |
| 11   | Michael Jung           | Sam                            | 40,60 (72,963 %)      |
|      | ...                    |                                |                       |
| 58   | Peter Thomsen          | Barny                          | 58,50 (60,988 %)      |
|      | ...                    |                                |                       |
| 71   | Harald Ambros          | O-Feltiz                       | 69,50 (53,704 %)      |

Mannschaftswertung nach der Dressur
| Platz | Land           | Reiter und Pferde | Minuspunkte                              |
| ----- | -------------- | --- | ---------------------------------------- |
| 1     | Deutschland    | Peter Thomsen Barny Dirk Schrade King Artus Ingrid Klimke Butts Abraxxas Sandra Auffarth Opgun Louvo Michael Jung Sam                           | 119,10 (58,50) 39,80 39,30 40,00 (40,60) |
| 2     | Australien     | Lucinda Fredericks Flying Finish Andrew Hoy Rutherglen Sam Griffiths Happy Times Christopher Burton Leilani Clayton Fredericks Bendigo          | 122,10 40,00 41,70 (45,40) (46,10) 40,40 |
| 3     | Großbritannien | Mary King Imperial Cavalier Nicola Wilson Opposition Buzz Zara Phillips High Kingdom Kristina Cook Miners Frolic William Fox-Pitt Cool Mountain | 127,00 40,90 (51,70) (46,10) 42,00 44,10 |
| 4     | Schweden       | Sara Algotsson-Ostholt Wega Ludwig Svennerstål Shamwari Niklas Lindback Mister Pooh Linda Algotsson La Fair Malin Petersen Sofarsogood          | 128,20 39,30 43,70 45,20 (59,80) (60.40) |
| 4     | Neuseeland     | Jonelle Richards Flintstar Caroline Powell Lenamore Andrew Nicholson Nereo Jonathan Paget Clifton Promise Mark Todd Campino                     | 128,20 (56,70) (52,20) 45,00 44,10 39,10 |
| ...   |                | |                                          |

#### Teilprüfung Gelände
Gleich zu Beginn der aufgrund der Bergigkeit und der knapp bemessenen Zeit als schwierig eingestuften Prüfung gelang ein fehlerfreier Ritt. Der australische Reiter Christopher Burton hatte mit seinem Pferd Leilani einen fehlerfreien Geländeritt ohne Minuspunkt. Insgesamt schafften es neun von 74 Startern, ohne weitere Minuspunkte das Gelände zu beenden.
Dennoch zeigte die Geländestrecke auch deutlich ihre Schwierigkeit. Es schieden 15 Reiter aus, so etwa der Vortagesführende Yoshiaki Oiwa. Auch der zu den Favoriten zählende Clayton Fredericks schied durch einen Sturz aus, seine Ehefrau Lucinda Fredericks hatte beim Wasseraussprung einen Vorbeiläufer (20 Minuspunkte, zusätzlich 18 Minuspunkte durch Überschreiten der erlaubten Zeit).
Die Mannschaften Japans und Kanadas mussten jeweils bei drei Reitern Ausscheiden aufgrund von Verweigerungen oder Stürzen verzeichnen, somit konnten diese Equipen kein vollständiges Mannschaftsergebnis mehr stellen (für das drei Reiter erforderlich gewesen wären). Dies traf ebenfalls auf die niederländische Mannschaft zu, die nur aus drei Reitern bestand, von denen einer die Geländestrecke nicht beendete.
Die deutsche Mannschaft hatte vor dem ersten Springen einen Vorsprung von etwas über einem Hindernisabwurf (5,50 Minuspunkte). Zwischen den Plätzen zwei bis vier waren die Abstände sehr gering.
Einzelwertung nach dem Gelände:
| Rang | Reiter                 | Pferd          | Minuspunkte | Minuspunkte   | Minuspunkte      |
| Rang | Reiter                 | Pferd          | Dressur     | Gelände       | Zwischenergebnis |
| ---- | ---------------------- | -------------- | ----------- | ------------- | ---------------- |
| 1    | Ingrid Klimke          | Butts Abraxxas | 39,30       | 0,00          | 39,30            |
| 1    | Sara Algotsson-Ostholt | Wega           | 39,30       | 0,00          | 39,30            |
| 3    | Mark Todd              | Campino        | 39,10       | 0,40          | 39,50            |
| 4    | Michael Jung           | Sam            | 40,60       | 0,00          | 40,60            |
| 5    | Kristina Cook          | Miners Frolic  | 42,00       | 0,00          | 42,00            |
|      | ...                    |                |             |               |                  |
| 8    | Sandra Auffarth        | Opgun Louvo    | 40,00       | 4,80          | 44,80            |
|      | ...                    |                |             |               |                  |
| 17   | Dirk Schrade           | King Artus     | 39,80       | 10,80         | 50,60            |
|      | ...                    |                |             |               |                  |
| 33   | Peter Thomsen          | Barny          | 58,50       | 5,20          | 63,70            |
|      | ...                    |                |             |               |                  |
| —    | Harald Ambros          | O-Feltiz       | 69,50       | ausgeschieden | ausgeschieden    |

Mannschaftswertung nach dem Gelände:

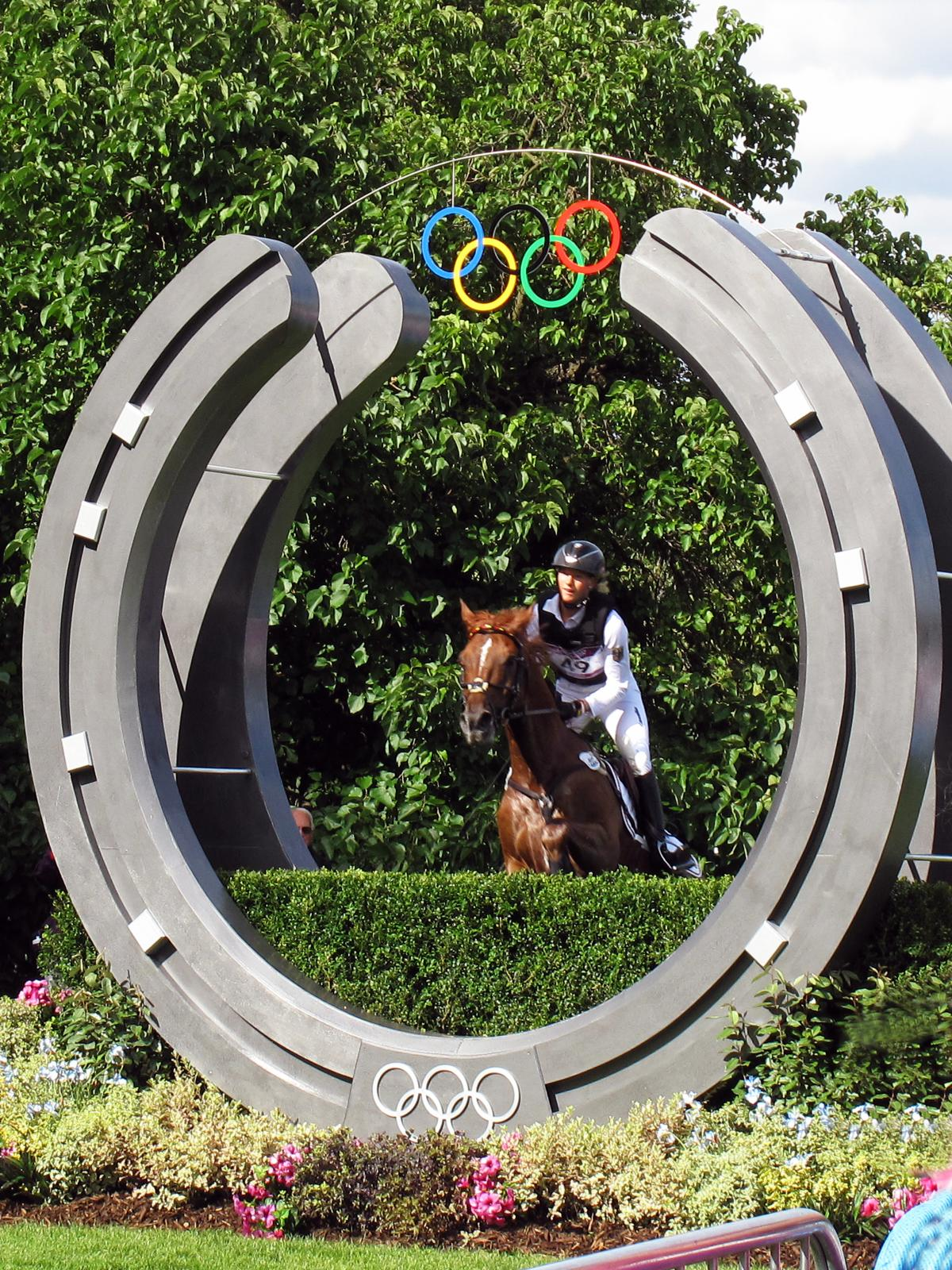
Sandra Auffarth und Opgun Louvo beim Sprung durch das letzte Hindernis der Geländestrecke der Olympischen Spiele 2012

| Platz | Land           | Reiter und Pferde | Minuspunkte                   | Minuspunkte               | Minuspunkte                              |
| Platz | Land           | Reiter und Pferde | Dressur                       | Gelände                   | Zwischenergebnis                         |
| ----- | -------------- | --- | ----------------------------- | ------------------------- | ---------------------------------------- |
| 1     | Deutschland    | Peter Thomsen Barny Dirk Schrade King Artus Ingrid Klimke Butts Abraxxas Sandra Auffarth Opgun Louvo Michael Jung Sam                           | 58,50 39,80 39,30 40,00 40,60 | 5,20 10,80 0,00 4,80 0,00 | 124,70 (63,70) (50,60) 39,30 44,80 40,60 |
| 2     | Großbritannien | Mary King Imperial Cavalier Nicola Wilson Opposition Buzz Zara Phillips High Kingdom Kristina Cook Miners Frolic William Fox-Pitt Cool Mountain | 40,90 51,70 46,10 42,00 44,10 | 1,20 0,00 9,20            | 130,20 42,10 (51,70) 46,10 42,00 (53,30) |
| 3     | Schweden       | Sara Algotsson-Ostholt Wega Ludwig Svennerstål Shamwari Niklas Lindback Mister Pooh Linda Algotsson La Fair Malin Petersen Sofarsogood          | 39,30 43,70 45,20 59,80 60,40 | 0,00 0,40 2,80 20,00 0,80 | 131,40 39,10 44,10 48,00 (79,80) (61,20) |
| 4     | Neuseeland     | Jonelle Richards Flintstar Caroline Powell Lenamore Andrew Nicholson Nereo Jonathan Paget Clifton Promise Mark Todd Campino                     | 56,70 52,20 45,00 44,10 39,10 | 6,00 1,60 0,00 4,80 0,40  | 133,40 (62,70) (53,80) 45,00 48,90 39,50 |
| ...   |                | |                               |                           |                                          |

### Endergebnisse
Nach dem „Vet Check“ (der tiermedizinischen Kontrolle) am Morgen des Finaltages der Vielseitigkeitswettbewerbe starteten noch 59 Pferd-Reiter-Paare im Mannschaftsspringen. Nachdem Peter Thomsen noch acht Minuspunkte verzeichnen musste, schafften die folgenden drei deutschen Reiter (Dirk Schrade, Sandra Auffarth und Michael Jung) jeweils eine fehlerfreie Runde. Da zuvor die konkurrierenden Mannschaften einige Minuspunkte verzeichnen mussten, brachte Jungs Ritt damit bereits die nicht mehr zu nehmende Führung für die deutsche Equipe.
Die vorletzte Starterin, Kristina Cook, schaffte mit ihrem Wallach Miners Frolic einen fehlerfreien Ritt im Springparcours und musste nur einen Minuspunkt für Zeitüberschreitung verzeichnen. Damit ging die Silbermedaille an die britische Mannschaft. Den Abschluss der ersten Springprüfung bildete Ingrid Klimke mit ihrem Pferd Butts Abraxxas, dessen Schwäche das Springreiten ist. Beide beendeten die Springprüfung mit neun Minuspunkten für zwei Hindernisabwürfe und Zeitüberschreitung.
Die Mannschaftsmedaillen wurden durch Prinzessin Anne überreicht, so auch an ihre Tochter Zara Phillips als Teil der britischen Equipe.
Nach einer Pause kam es dann zur Entscheidung um die Einzelmedaillen. Hierfür wurde eine weitere Springprüfung mit anderem Parcours für die besten 25 Reiter durchgeführt. Das Reglement sah jedoch vor, dass pro teilnehmender Nation nur drei Starter in diesem Umlauf antreten durften. Dies hatte zur Folge, dass Dirk Schrade (bisher 10. Platz), William Fox-Pitt (16. Platz), Nicola Wilson (21. Platz) und Caroline Powell (25. Platz) nicht mehr antreten durften und in der Endwertung auf den Plätzen 26 bis 29 geführt werden.
Aufgrund der bekannten Springprüfungschwäche von Ingrid Klimkes Pferd Butts Abraxxas wurde bereits vor den Olympischen Spielen über einen Verzicht Klimkes im Einzelspringen zugunsten eines anderen deutschen Reiters nachgedacht. Als es dann in London zu dieser Situation kam, zog Klimke zugunsten des knapp hinter ihr platzierten Dirk Schrade zurück, um diesem einen Start zu ermöglichen. Da das Reglement eine solche Möglichkeit jedoch nicht vorsah, umfasste das Starterfeld im finalen Springen nur noch 24 Reiter.
Als erste deutsche Starterin ging hier Sandra Auffarth an den Start. Mit einem Umlauf ohne zusätzliche Minuspunkte konnte sie ihren fünften Platz halten und noch auf eine Verbesserung hoffen. Nach ihr starteten die britischen Reiterinnen Kristina Cook und Mary King, die jeweils acht Minuspunkte verzeichnen mussten. Damit hatte Sandra Auffarth die Bronzemedaille bei ihren ersten Olympischen Spielen sicher.
Als vorletzter Starter trat Michael Jung mit Sam an und erreichte erneut eine fehlerfreie Runde. Nach ihm startete Sara Algotsson-Ostholt, die nun die Chance hatte, als erste Frau überhaupt Einzel-Olympiasiegerin in der Vielseitigkeit zu werden. Bis zum letzten Hindernis blieb sie fehlerfrei, musste dort jedoch einen Abwurf verzeichnen. Damit gewann Michael Jung, der an diesem Tag seinen 30. Geburtstag feierte, auch die Einzel-Goldmedaille. Er ist damit der erste Reiter in der Geschichte des Vielseitigkeitsreitsports, der zeitgleich amtierender Olympiasieger, Welt- und Europameister in der Einzelwertung ist.

#### Einzelwertung
| Rang | Reiter                 | Pferd             | Minuspunkte | Minuspunkte   | Minuspunkte         | Minuspunkte     | Minuspunkte |
| Rang | Reiter                 | Pferd             | Dressur     | Gelände       | Mannschaftsspringen | Einzelspringen  | Gesamt      |
| ---- | ---------------------- | ----------------- | ----------- | ------------- | ------------------- | --------------- | ----------- |
| 1    | Michael Jung           | Sam               | 40,60       | 0,00          | 0,00                | 0,00            | 40,60       |
| 2    | Sara Algotsson-Ostholt | Wega              | 39,30       | 0,00          | 0,00                | 4,00            | 43,30       |
| 3    | Sandra Auffarth        | Opgun Louvo       | 40,00       | 4,80          | 0,00                | 0,00            | 44,80       |
| 4    | Andrew Nicholson       | Nereo             | 45,00       | 0,00          | 0,00                | 4,00            | 49,00       |
| 5    | Mary King              | Imperial Cavalier | 40,90       | 1,20          | 0,00                | 8,00            | 50,10       |
|      | ...                    |                   |             |               |                     |                 |             |
| 25   | Ingrid Klimke          | Butts Abraxxas    | 39,30       | 0,00          | 9,00                | nicht gestartet | —           |
| 26   | Dirk Schrade           | King Artus        | 39,80       | 10,80         | 0,00                |                 | 50,60       |
|      | ...                    |                   |             |               |                     |                 |             |
| 31   | Peter Thomsen          | Barny             | 58,50       | 5,20          | 8,00                |                 | 71,70       |
|      | ...                    |                   |             |               |                     |                 |             |
| —    | Harald Ambros          | O-Feltiz          | 69,50       | ausgeschieden |                     |                 | —           |

#### Mannschaftswertung
| Platz                          | Land           | Reiter und Pferde           | Minuspunkte | Minuspunkte | Minuspunkte | Minuspunkte |
| Platz                          | Land           | Reiter und Pferde           | Dressur     | Gelände     | Springen    | Gesamt      |
| 1                              | Deutschland    | Deutschland                 | 119,90      | 4,80        | 9,00        | 133,70      |
| ------------------------------ | -------------- | --------------------------- | ----------- | ----------- | ----------- | ----------- |
|                                |                | Peter Thomsen Barny         | 58,50       | 5,20        | 8,00        | 71,70       |
| Dirk Schrade King Artus        | 39,80          | 10,80                       | 0           | 50,60       |             |             |
| Ingrid Klimke Butts Abraxxas   | 39,30          | 0                           | 9,00        | 48,30       |             |             |
| Sandra Auffarth Opgun Louvo    | 40,00          | 4,80                        | 0           | 44,80       |             |             |
| Michael Jung Sam               | 40,60          | 0                           | 0           | 40,60       |             |             |
| 2                              | Großbritannien | Großbritannien              | 129,00      | 1,20        | 8,00        | 138,20      |
|                                |                | Mary King Imperial Cavalier | 40,90       | 1,20        | 0           | 42,10       |
| Nicola Wilson Opposition Buzz  | 51,70          | 0                           | 4,00        | 55.70       |             |             |
| Zara Phillips High Kingdom     | 46,10          | 0                           | 7,00        | 53,10       |             |             |
| Kristina Cook Miners Frolic    | 42,00          | 0                           | 1,00        | 43,00       |             |             |
| William Fox-Pitt Cool Mountain | 44.10          | 9.20                        | 0           | 53.30       |             |             |
| 3                              | Neuseeland     | Neuseeland                  | 128,20      | 5,20        | 11,00       | 144,40      |
|                                |                | Jonelle Richards Flintstar  | 56,70       | 6,00        | 9,00        | 71.70       |
| Caroline Powell Lenamore       | 52,20          | 1,60                        | 4,00        | 57.80       |             |             |
| Andrew Nicholson Nereo         | 45,00          | 0                           | 0           | 45,00       |             |             |
| Jonathan Paget Clifton Promise | 44,10          | 4,80                        | 4,00        | 52,90       |             |             |
| Mark Todd Campino              | 39,10          | 0,40                        | 7,00        | 46,50       |             |             |
| 4                              | Schweden       | Schweden                    | 128,20      | 3,20        | 17,00       | 148,40      |
|                                |                | Sara Algotsson-Ostholt Wega | 39,30       | 0           | 0           | 39,30       |
| Ludwig Svennerstål Shamwari    | 43,70          | 0,40                        | 8,00        | 52,10       |             |             |
| Niklas Lindback Mister Pooh    | 45,20          | 2,80                        | 9,00        | 57,00       |             |             |
| Linda Algotsson La Fair        | 59,80          | 20,00                       | 0           | 79,80       |             |             |
| Malin Petersen Sofarsogood     | 60,40          | 0,80                        | 6,00        | 67,20       |             |             |

## Ergebnisse Dressur
In der Mannschaftswertung bestanden die Equipen, wie bereits vier Jahre zuvor, aus drei Reitern mit ihren Pferden. Einzelne NOKs konnten neben ihren Mannschaftsreitern zudem noch einen zusätzlichen Einzelstarter außerhalb der Mannschaft qualifizieren.
Erste Dressurprüfung bei den Spielen in London war der Grand Prix de Dressage. Dieser bildete die erste Teilprüfung der Mannschaftswertung und diente zudem als Qualifikationsprüfung für die Einzelstarter. Er wurde am 2. und 3. August jeweils zwischen 11:00 Uhr und 15:30 Uhr Ortszeit durchgeführt.
Die zweite Prüfung war der Grand Prix Spécial. Er wurde am Dienstag, den 7. August 2012, ab 10:00 Uhr Ortszeit, ausgetragen. Hierfür qualifizierten sich die Reiter der besten sieben Mannschaften sowie elf weitere Einzelstarter. Auch die Ergebnisse des Grand Prix Spécial zählten ausschließlich für die Mannschaftswertung, für die Einzelwertung waren sie nur als Qualifikation zur nächsten Prüfung, der Grand Prix Kür, relevant. Aus dem Durchschnitt des Grand Prix und des Grand Prix Spécial wurde das Mannschaftsergebnis ermittelt.
Die Einzelentscheidung wurde in der Grand Prix Kür entschieden. Hier durften nur noch die 18 besten Teilnehmer aus dem Grand Prix Spécial starten.
Das internationale Richtergremium bestand in den drei Dressurprüfungen aus Maribel Alonso de Quinzanos (Mexiko), Stephen Clarke (Vereinigtes Königreich), Evi Eisenhardt (Deutschland), Wim Ernes (Niederlande), Gary Rockwell (Vereinigte Staaten), Jean-Michel Roudier (Frankreich) und Leif Törnblad (Dänemark). Chefrichter bei Bahnmarkierung C waren Rockwell im Grand Prix de Dressage, Törnblad im Grand Prix Special und Clarke in der Grand Prix Kür.

### Mannschaftswertung
In der Mannschaftswertung setzte sich bereits nach dem Grand Prix de Dressage die britische Mannschaft in Führung, diese betrug zunächst jedoch nur rund 0,5 Prozent bei den Mannschafts-Durchschnittswerten. Im Grand Prix Spécial erreichte jedoch neben Charlotte Dujardin (die schon im Grand Prix de Dressage ein Ergebnis von über 83 Prozent erzielte) auch ihr Mannschaftskollege Carl Hester mit Uthopia ein Ergebnis von über 80 Prozent. Im Gegensatz hierzu konnten die junge deutsche Equipe ihr sehr starkes Ergebnis aus dem Grand Prix de Dressage nicht ganz wiederholen, alle drei Reiterinnen blieben mit ihren Pferden unter 79 Prozent. Damit konnte die britische Mannschaft ihre Führung im Durchschnittsergebnis auf über 1,7 Prozent ausbauen und gewann damit deutlich die Goldmedaille.

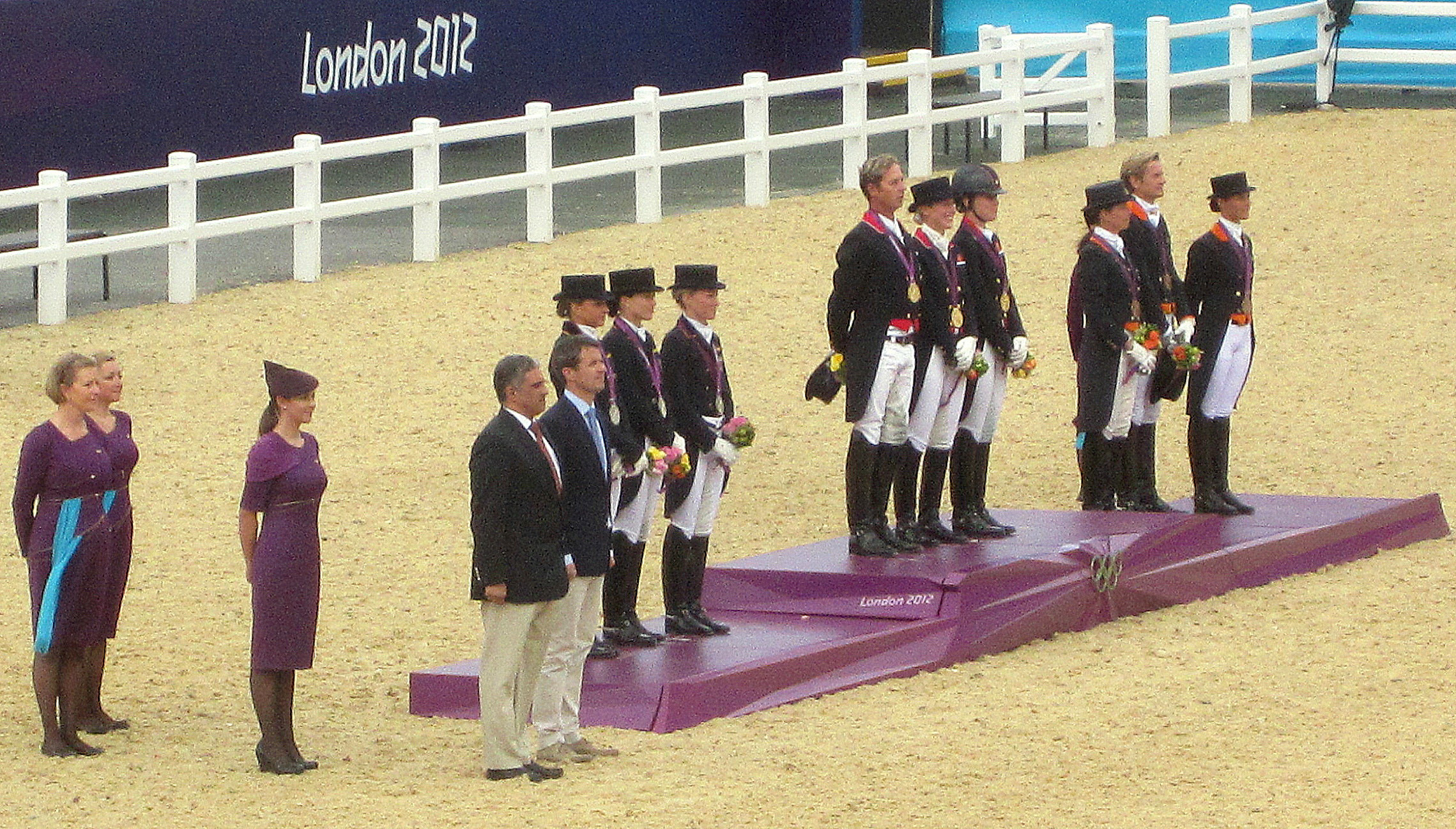
Medaillenübergabe, Mannschaftswertung der Dressurreiter

Dies war der erste Sieg für eine britische Dressurmannschaft bei Olympischen Spielen. Dennoch kam dieser Sieg nicht unerwartet. Bereits über das Jahr 2011 hinweg war ein Erstarken neuer britischer Paare zu beobachten, die ihren Höhepunkt in der Mannschafts-Goldmedaille Europameisterschaften im Dressurreiten 2011 hatte. Das Ende der deutschen Siegesserie (die Equipen der Bundesrepublik hatten mit Ausnahme des Olympiaboykotts 1980 seit 1976 ununterbrochen olympisches Mannschafts-Gold gewonnen) wurde dennoch in der Fachpresse, von Aktiven und Funktionären nicht als Niederlage gewertet. Der deutsche Dressurausschussvorsitzende Klaus Roeser resümierte: „Deshalb haben wir auch Silber gewonnen, und nicht Gold verloren.“
Ebenfalls in die Spitzengruppe schaffte es die niederländische Mannschaft, die etwa ein Prozent im Gesamtdurchschnitt hinter Deutschland lag. Bemerkenswert an der Mannschaft der Niederlande waren die Eigentumsverhältnisse der Pferde: Zwei Drittel der Pferde haben mit Gaston Glock (Undercover) und Herbert Jerich (Parzival) österreichische Eigner bzw. Miteigner. Österreich selbst konnte lediglich zwei Einzelreiter qualifizieren und nahm daher nicht an der Mannschaftswertung teil.
Die weiteren vier Mannschaften im Grand Prix Spécial lagen im Endergebnis, dem Durchschnitt aller Ritte aus Grand Prix de Dressage und Grand Prix Spécial, weitgehend gleich auf. Dies waren die Mannschaften Spaniens, der Vereinigten Staaten, Schweden und Dänemarks, die ein Durchschnittsergebnis zwischen 72,287 und 73,846 Prozent hatten.
Nicht für den Grand Prix Spécial qualifizierten sich die Mannschaften Polens und Australiens, die jeweils unter 69 Prozent im Grand Prix de Dressage blieben. Bereits im Grand Prix de Dressage waren die Olympischen Spiele auch für die kanadische Mannschaft beendet: Capital, das Pferd von David Marcus, zeigte sich von der Atmosphäre des Reitstadions stark beeindruckt und geriet in Panik, so dass der Reiter abgeläutet und damit disqualifiziert wurde.

#### Zwischenergebnis (Grand Prix de Dressage)
| Platz | Land           | Reiter und Pferde                                                                            | Prozent                               |
| ----- | -------------- | -------------------------------------------------------------------------------------------- | ------------------------------------- |
| 1     | Großbritannien | Carl Hester Uthopia Charlotte Dujardin Valegro Laura Bechtolsheimer Mistral Hojris           | ⌀ 79,407 % 77,720 % 83,663 % 76,839 % |
| 2     | Deutschland    | Dorothee Schneider Diva Royal Kristina Sprehe Desperados Helen Langehanenberg Damon Hill NRW | ⌀ 78,845 % 76,277 % 79,119 % 81,140 % |
| 3     | Niederlande    | Anky van Grunsven Salinero Edward Gal Undercover Adelinde Cornelissen Parzival               | ⌀ 76,809 % 73,343 % 75,395 % 81,687 % |

#### Endergebnis
| Platz                                         | Land           | Reiter und Pferde             | Prozent    | Prozent    | Prozent      |
| Platz                                         | Land           | Reiter und Pferde             | Grand Prix | GP Spécial | Durchschnitt |
| 1                                             | Großbritannien | Großbritannien                | 79,407     | 80,550     | 79,979       |
| --------------------------------------------- | -------------- | ----------------------------- | ---------- | ---------- | ------------ |
|                                               |                | Carl Hester Uthopia           | 77,720     | 80,571     | 79,146       |
| Charlotte Dujardin Valegro                    | 83,663         | 83,286                        | 83,475     |            |              |
| Laura Bechtolsheimer Mistral Hojris           | 76,839         | 77,794                        | 77,317     |            |              |
| 2                                             | Deutschland    | Deutschland                   | 78,845     | 77,587     | 78,216       |
|                                               |                | Dorothee Schneider Diva Royal | 76,277     | 77,571     | 76,924       |
| Kristina Sprehe Desperados                    | 79,119         | 76,254                        | 77,687     |            |              |
| Helen Langehanenberg Damon Hill NRW           | 81,140         | 78,937                        | 80,039     |            |              |
| 3                                             | Niederlande    | Niederlande                   | 76,809     | 77,444     | 77,124       |
|                                               |                | Anky van Grunsven Salinero    | 73,343     | 74,794     | 74,069       |
| Edward Gal Undercover                         | 75,395         | 75,556                        | 75,476     |            |              |
| Adelinde Cornelissen Parzival                 | 81,687         | 81,984                        | 81,836     |            |              |
| 4                                             | Dänemark       | Dänemark                      | 73,845     | 73,847     | 73,846       |
|                                               |                | Anne van Olst Clearwater      | 71,322     | 72,016     | 71,669       |
| Anna Kasprzak Donnperignon                    | 75,289         | 73,794                        | 74,542     |            |              |
| Nathalie zu Sayn-Wittgenstein-Berleburg Digby | 74,924         | 75,730                        | 75,327     |            |              |

### Einzelwertung
Die Entscheidung der Einzelwertung in der Dressur fiel in der Grand Prix Kür zwischen den 18 besten Teilnehmern aus dem Grand Prix Spécial. Für diese zählte nur das Ergebnis der Grand Prix Kür.
In der Kür hatten die deutschen Dressurreiterinnen wenig Glück und bekamen drei Startplätze hintereinander im Mittelfeld des Starterfeldes zugelost. Noch ungünstiger war die Situation für Victoria Max-Theurer, die den Fünften von 18 Startplätzen ausgelost bekam. Max-Theurer erreichte zusammen mit ihrem selbstgezogenen Hengst Augustin 79,053 Prozent, was Platz 13 bedeutete und damit ihr bisher bestes Olympiaergebnis. Die deutschen Olympiadebütantinnen erreichten mit Ergebnissen von über 80 Prozent die Plätze vier, sieben und acht im Endergebnis. Insgesamt schafften es neun Starterpaare, in der Kür ein Ergebnis von über 80 Prozent zu erzielen.
Laura Bechtolsheimer schaffte es als vorletzte Starterin, sich noch vor die zunächst Führende Helen Langehanenberg zu setzen. Dieses verdankte sie der künstlerischen B-Note ihrer Kür, in der technischen A-Note wurden die besseren Noten an Langehanenberg vergeben. Carl Hester konnte in der Grand Prix Kür nicht an sein Spitzenergebnis des Grand Prix Spécial anknüpfen und bekam mit Uthopia 82,857 Prozent, in der A-Note jedoch nur 77,716 Prozent.
Adelinde Cornelissen, die mit Parzival als vorletztes Paar an den Start ging, hob sich für die Richter deutlich von den bisher gezeigten Leistungen ab und bekam eine Wertung von 88,196 Prozent, was eine Führung von fast vier Prozent bedeutete. Als Schlussreiterin ging Charlotte Dujardin an den Start. Diese hatte mit Valegro kurz vor Ende einen deutlichen Fehler in ihrem Ritt, hatte jedoch bereits zu diesem Zeitpunkt einen deutlichen Notenvorsprung gegenüber Cornelissen aufgebaut. Damit konnte auch der Patzer nichts mehr an ihrer Führung ändern, sie siegte mit fast zwei Prozent Vorsprung.
Der Chefrichter der Prüfung, Stephen Clarke aus dem Vereinigten Königreich, begründete den Sieg Dujardins: „Bei Adelinde Cornelissens Pferd haben wir die Leichtigkeit und die Selbsthaltung vermisst. Heute war es eine Entscheidung für die Harmonie von Charlotte und Valegro.“ Damit sei der Sieg gerechtfertigt gewesen, obwohl viele Beobachter den Ritt Cornelissens als athletischer und ausdrucksstärker betrachtet hatten.
Dass Helen Langehanenberg knapp eine Medaille verpasste, lag laut Evi Eisenhardt (Dressurrichterin bei der Grand Prix Kür) an einem Fehler in einer Piaffe. Für einen faden Beigeschmack sorgte die Bewertung des dänischen Dressurrichters Leif Törnblad, dem Richter bei der Bahnmarkierung K. Dieser richtete zwar konsequent alle Starter etwa ein bis zwei Prozent niedriger als seine Richterkollegen, bei Helen Langehanenberg lag er jedoch 4,125 Prozent unterhalb der niedrigsten Wertung seiner Richterkollegen. Auch bei Kristina Sprehe betrug dieser Abstand drei Prozent.
| Rang | Reiter                 | Pferd          | Prozent    | Prozent    | Prozent        | Prozent        | Prozent        |
| Rang | Reiter                 | Pferd          | Grand Prix | GP Spécial | Grand Prix Kür | Grand Prix Kür | Grand Prix Kür |
| Rang | Reiter                 | Pferd          | Grand Prix | GP Spécial | A-Note         | B-Note         | Ergebnis       |
| ---- | ---------------------- | -------------- | ---------- | ---------- | -------------- | -------------- | -------------- |
| 1    | Charlotte Dujardin     | Valegro        | (83,663)   | (83,286)   | 86,750         | 93,429         | 90,089         |
| 2    | Adelinde Cornelissen   | Parzival       | (81,687)   | (81,984)   | 84,107         | 92,286         | 88,196         |
| 3    | Laura Bechtolsheimer   | Mistral Hojris | (76,839)   | (77,794)   | 80,679         | 88,000         | 84,339         |
| 4    | Helen Langehanenberg   | Damon Hill     | (81,140)   | (78,936)   | 81,036         | 87,571         | 84,303         |
| 5    | Carl Hester            | Uthopia        | (77,720)   | (80,572)   | 77,714         | 88,000         | 82,857         |
| 6    | Anky van Grunsven      | Salinero       | (73,343)   | (74,794)   | 77,714         | 86,286         | 82,000         |
| 7    | Dorothee Schneider     | Diva Royal     | (76,276)   | (77,571)   | 77,893         | 85,429         | 81,661         |
| 8    | Kristina Sprehe        | Desperados     | (79,118)   | (76,254)   | 78,893         | 83,857         | 81,375         |
| 9    | Edward Gal             | Undercover     | (75,395)   | (75,555)   | 76,964         | 83,571         | 80,267         |
| 10   | Juan Manuel Munoz Diaz | Fuego          | (75,608)   | (75,476)   | 74,786         | 83,857         | 79,321         |
|      | ...                    |                |            |            |                |                |                |
| 13   | Victoria Max-Theurer   | Augustin       | (73,267)   | (73,619)   | 76,393         | 81,714         | 79,053         |
|      | ...                    |                |            |            |                |                |                |
| 19   | Anabel Balkenhol       | Dablino        | (70,973)   | 73,032     |                |                |                |
|      | ...                    |                |            |            |                |                |                |
| 34   | Renate Voglsang        | Fabriano       | 69,635     |            |                |                |                |

Anmerkung:
- Die eingeklammerten Ergebnisse zählen nicht für das Ergebnis der Einzelwertung und sind nur der Vollständigkeit halber aufgeführt.

## Ergebnisse Springen
Anders als bei vielen Championaten starteten die olympischen Springreitwettbewerbe nicht mit einer Zeitspringprüfung, sondern mit einer Springprüfung nach Fehlern. Diese erste Prüfung fand am 4. August 2012 ab 10:30 Uhr Ortszeit statt. Das Ergebnis dieser Prüfung ging zunächst in die Einzelwertung ein, war für die Mannschaftswertung jedoch nur für die Startreihenfolge relevant.
Bereits einen Tag und zwei Tage später ging es in die zweite und dritte Teilprüfung. Hierbei handelte es sich um den Nationenpreis, der aus zwei Springprüfungen nach Fehlern bestand. An beiden Tagen waren unterschiedliche Parcours zu bestreiten. Am ersten Tag des Nationenpreises durften die besten 60 Einzelreiter und alle Mannschaftsreiter, die nicht zu den besten 60 aus der ersten Prüfung zählten, starten. Am zweiten Nationenpreistag waren noch die besten acht Equipen des Vortages sowie alle Reiter bis zu Platz 45 der bisherigen Einzelwertungsergebnisse startberechtigt. Anhand des Ergebnisses der beiden Nationenpreisrunden wurde die Mannschaftswertung entschieden.

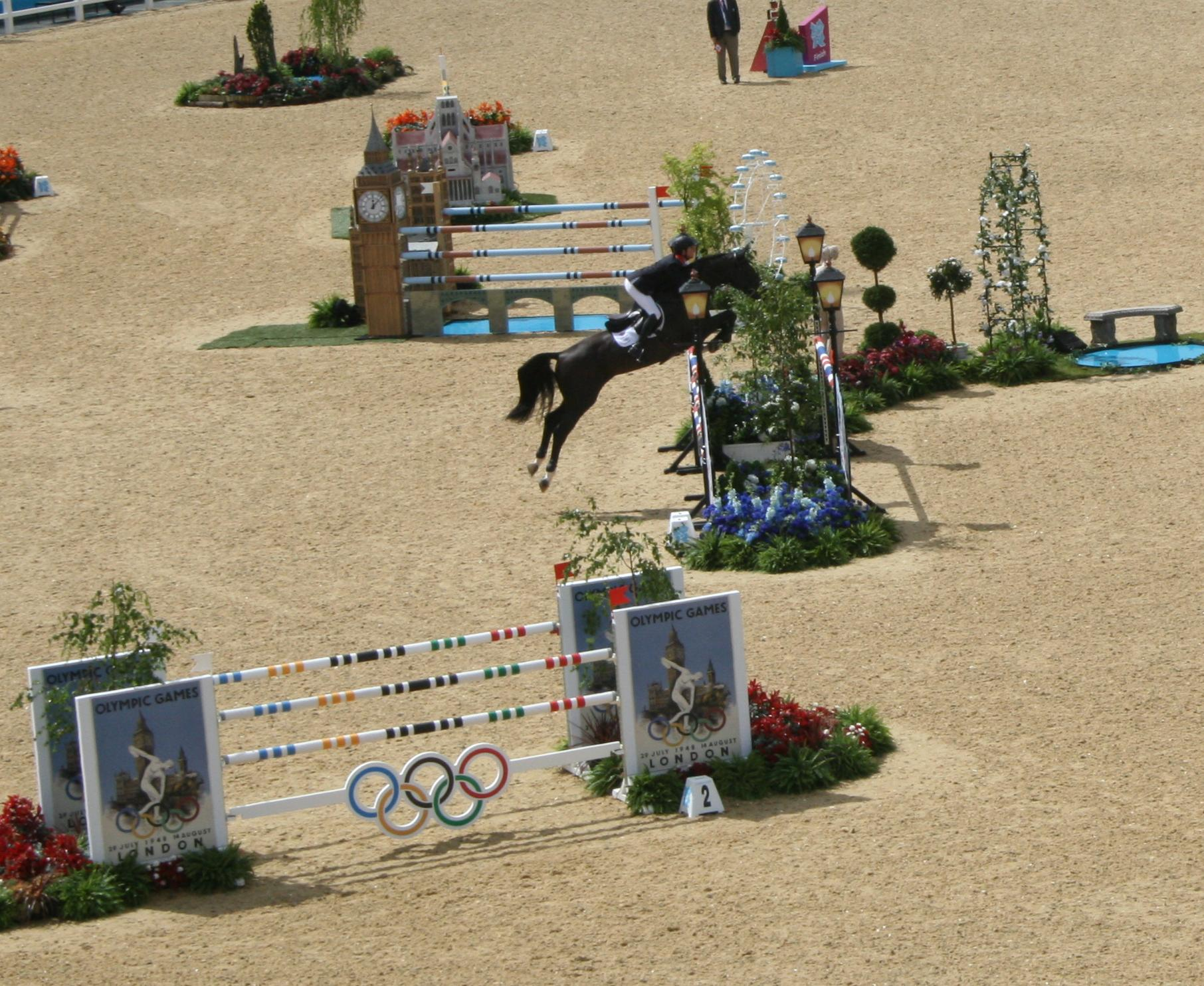
Hindernisse im olympischen Springreitparcours

Am 8. August folgte die Entscheidung um die Einzelwertung. Vor diesem Tag, für den sich die besten 35 Einzelreiter qualifizierten, wurden alle Strafpunkte aus den vorherigen Runden gestrichen (alle Reiter starteten erneut mit null Strafpunkten). Pro Nation waren jedoch nur drei Reiter zulässig. An diesem Tag hatten die Reiter mit ihren Pferden eine Springprüfung mit zwei Umläufen zu bestreiten. Für die zweite Runde der Prüfung qualifizierten sich noch die besten 20 Reiter des ersten Umlaufs.
Parcoursbauer in London war der Brite Bob Ellis. Die Hindernisse der Parcours griffen Londoner Motive wie das benachbarte National Maritime Museum und den Trafalgar Square aber auch Motive der britischen Geschichte wie Stonehenge oder die Magna Carta auf.

### Mannschaftswertung
Nach dem ersten Umlauf des Mannschaftsspringens lag die Mannschaft Saudi-Arabiens mit einem Strafpunkt in Führung. Gemeinsam mit vier Strafpunkten auf Rang zwei fanden sich die Equipen der Schweiz, Großbritanniens, der Niederlande und Schwedens. Zudem für den zweiten Umlauf qualifiziert waren die auf drei Reiter dezimierten Mannschaften Kanadas (Platz sechs) und Brasiliens (Platz sieben) sowie die US-amerikanische Mannschaft (ebenfalls Platz sieben).
Ohne eine fehlerfreie Runde einer ihrer Reiter schieden die Gold- und Silbermedaillengewinner der letzten Europameisterschaften in der Mannschaftswertung, Deutschland (Platz zehn) und Frankreich (Platz zwölf) aus.
Der zweite Umlauf des Nationenpreises erwies sich als nochmals schwerer als bereits der erste Umlauf. Viele Reiter mussten zwei oder mehr Hindernisabwürfe (und damit acht oder mehr Strafpunkte) auf ihrem Punktekonto verbuchen. Entsprechend wurde der Abstand der verbliebenen Mannschaften auch größer, als dieses am ersten Nationenpreistag der Fall war.
Einen schmachvollen Umlauf musste der brasilianische Mannschaftsreiter José Roberto Reynoso Fernandez Filho verkraften. Mit seinem Wallach Maestro St.Lois hatte er bereits kurz vor Ende des Parcours etliche Strafpunkte durch Abwürfe gesammelt. Als er sich dann einem Plankensprung näherte, fiel der obere Teil bereits ohne einen Kontakt aus der Auflage. Der Ritt wurde unterbrochen und die Planke wieder aufgelegt. Reynoso Fernandez beendete die Prüfung mit 46 Strafpunkten. Da die brasilianische Mannschaft bereits auf drei Reiter dezimiert war, zählte dieses Ergebnis für die Mannschaft, die damit nur auf Rang acht kam.
Nachdem das britische Endergebnis bereits mit acht Strafpunkten feststand, hatte von den übrigen Equipen nur noch die Mannschaft der Niederlande eine Chance auf die Goldmedaille. Gerco Schröder hatte als Schlussreiter einen Abwurf, so dass die Niederlande ebenfalls auf acht Strafpunkte kamen. Damit wurde ein Stechen erforderlich.
Besonderheit dieses Stechens war sein Reglement. Anders als in normalen Nationenpreisen mussten alle Reiter der zwei Mannschaften starten, es gab hierbei kein Streichergebnis. Nachdem nach den vier britischen Ritten im Stechen feststand, dass die britische Equipe nicht mehr einholbar war, verzichtete Gerco Schröder auf den Start im Stechen.

#### Endergebnis
| Platz                                        | Land           | Reiter und Pferde                  | Strafpunkte | Strafpunkte | Strafpunkte | Strafpunkte |
| Platz                                        | Land           | Reiter und Pferde                  | 1. Umlauf   | 2. Umlauf   | Gesamt      | Stechen     |
| 1                                            | Großbritannien | Großbritannien                     | 4           | 4           | 8           | 4           |
| -------------------------------------------- | -------------- | ---------------------------------- | ----------- | ----------- | ----------- | ----------- |
|                                              |                | Nick Skelton Big Star              | 0           | 0           | 0           | 0           |
| Ben Maher Tripple X                          | 0              | 4                                  | 4           | 0           |             |             |
| Scott Brash Hello Sanctos                    | 4              | 0                                  | 4           | 4           |             |             |
| Peter Charles Vindicat                       | 8              | 5                                  | 13          | 0           |             |             |
| 2                                            | Niederlande    | Niederlande                        | 4           | 4           | 8           | 12          |
|                                              |                | Jur Vrieling Bubalu                | 8           | 8           | 16          | 0           |
| Maikel van der Vleuten Verdi                 | 0              | 0                                  | 0           | 8           |             |             |
| Marc Houtzager Tamino                        | 0              | 0                                  | 0           | 4           |             |             |
| Gerco Schröder London                        | 4              | 4                                  | 8           | DNS         |             |             |
| 3                                            | Saudi-Arabien  | Saudi-Arabien                      | 1           | 13          | 14          |             |
|                                              |                | Abdullah Al Saud Davos             | 0           | 4           | 4           |             |
| Kamal Bahamdan Noblesse des Tess             | 1              | 5                                  | 6           |             |             |             |
| Ramzy al-Duhami Bayard van de Villa Theresia | 0              | 4                                  | 4           |             |             |             |
| Abdullah asch-Scharbatly Sultan              | 4              | 6                                  | 10          |             |             |             |
| 4                                            | Schweiz        | Schweiz                            | 4           | 12          | 16          |             |
|                                              |                | Steve Guerdat Nino des Buissonnets | 4           | 4           | 8           |             |
| Paul Estermann Castlefield Eclipse           | 0              | 8                                  | 8           |             |             |             |
| Werner Muff Kiamon                           | 4              | 12                                 | 16          |             |             |             |
| Pius Schwizer Carlina IV                     | 0              | 0                                  | 0           |             |             |             |
| ...                                          |                |                                    |             |             |             |             |
| 10                                           | Deutschland    | Deutschland                        | 12          |             |             |             |
|                                              |                | Marcus Ehning Plot Blue            | 4           |             |             |             |
| Janne Friederike Meyer Lambrasco             | 4              |                                    |             |             |             |             |
| Meredith Michaels-Beerbaum Bella Donna       | 8              |                                    |             |             |             |             |
| Christian Ahlmann Codex One                  | 4              |                                    |             |             |             |             |

### Einzelwertung

#### Qualifikationsprüfungen
Für den zweiten Tag des Nationenpreises waren alle Schweizer Reiter nicht nur über die Mannschaftswertung qualifiziert, sie befanden sich auch unter den besten 45 Reitern zu diesem Zeitpunkt. Auch zu den besten 45 Reitern zählten die deutschen Reiter Janne Friederike Meyer, Marcus Ehning und Meredith Michaels-Beerbaum, die damit am zweiten Tag des Nationenpreises als Einzelreiter starten durften.
Nicht mehr für die Einzelwertung startberechtigt war Christian Ahlmann, der bereits in der ersten Springprüfung mit 15 Strafpunkten (Platz 69) aus der Einzelwertung ausschied.
Pechvogel des ersten Tages des Nationenpreises war Simon Delestre, dessen Zügel vor dem letzten Hindernis riss. Somit blieb ihm eine fehlerfreie Runde verwehrt, er schaffte es jedoch im zweiten Versuch trotz kaputten Zügels, das Schlusshindernis mit seinem Pferd Napoli du Ry zu überwinden. Grund für die Dezimierung der kanadischen Mannschaft war die Disqualifikation von Tiffany Fosters Pferd Victor. Vor dem ersten Teil der Mannschaftsprüfung wurde bei einer Thermografieuntersuchung eine Hypersensibilität an der linken Vorderhand festgestellt. Daher wurde das Pferd als not fit to compete vom Wettbewerb ausgeschlossen. Es handelte sich um eine kleine Wunde an der Befundstelle, Hinweise für eine Manipulation gäbe es nicht.

#### Einzelfinale und Endergebnis
Bereits vor Beginn des Einzelfinals war die Prüfung für einen Favoriten bereits beendet: Casall, das Olympiapferd von Rolf-Göran Bengtsson, lahmte beim Vet-Check. Daraufhin zog Bengtsson, Weltranglistenführender und amtierender Einzel-Europameister, sein Pferd von der Prüfung zurück.
Im ersten Umlauf des Einzelspringens hatten unter anderem die deutsche Mannschaftsreiterin Meredith Michaels-Beerbaum  mit Bella Donna und der Olympiasieger von 2008, Eric Lamaze mit Derly Chin de Muze jeweils acht Strafpunkte. Mit diesem Ergebnis war es für diese Starterpaare der letzte Ritt bei den Olympischen Spielen 2012, nur die Reiter mit Ergebnissen von fünf oder weniger Strafpunkten kamen in den zweiten Umlauf.
Der zweite Umlauf des Einzelfinales stellte sich als sehr schwierig heraus, nur vier von 21 Startern schafften es, hier fehlerfrei zu bleiben. Jeweils drei Reiter aus der Schweiz und aus Großbritannien qualifizierten sich für diesen Umlauf. Den neunten Platz mit insgesamt acht Strafpunkten erreichte Ian Millar bei seinen zehnten Olympischen Spielen – olympischer Rekord.
Insgesamt vier Reiter gingen mit nur einem Strafpunkt in den zweiten Umlauf. Hierunter war Pius Schwizer, der mit Carlina jedoch acht Strafpunkte verzeichnen musste und damit zurückfiel. Ebenfalls mit einem Strafpunkt startete Gerco Schröder, der mit London fehlerfrei blieb und damit zunächst in Führung ging. Erster von sechs Reitern, die ohne Strafpunkte in diesen Umlauf starteten, war Cian O’Connor, der erst kurz vor den Spielen einen Startplatz für London erhalten hatte. Er blieb mit Blue Loyd über den Hindernissen fehlerfrei, musste jedoch einen Zeitstrafpunkt verbuchen, da er das Zeitlimit um zwei Hundertstelsekunden überschritten hatte. Auch Marcus Ehning, Oliver Guillon, Scott Brash sowie der vielfach als potenzieller Olympiasieger gehandelte Nick Skelton konnten ihr fehlerfreies Ergebnis nicht halten. Anders Steve Guerdat, dem mit Nino des Buissonnets als einzigem die Doppelnullrunde im Einzelfinale gelang. Damit stand bereits der Einzel-Olympiasieg für Guerdat fest.
Nicht entschieden war jedoch, wer Silber und Bronze gewinnen würde, Gerco Schröder und Cian O’Connor mussten um die weiteren Medaillenränge stechen. Schröder, der als Erster in das Stechen ging, zeigte eine flüssig gerittene Runde und kam mit London fehlerfrei in 49,79 Sekunden ins Ziel. O’Connor ritt mit Blue Loyd deutlich schneller und kam mit Vorsprung an den letzten Sprung, riss jedoch das Hindernis und musste sich daher mit der Bronzemedaille begnügen.
| Rang | Reiter                     | Pferd                | Strafpunkte        | Strafpunkte   | Strafpunkte   | Strafpunkte   | Strafpunkte   | Strafpunkte   | Strafpunkte         |
| Rang | Reiter                     | Pferd                | 1. Quali- fikation | Nationenpreis | Nationenpreis | Einzelfinale  | Einzelfinale  | Einzelfinale  | Stechen             |
| Rang | Reiter                     | Pferd                | 1. Quali- fikation | 1. Umlauf     | 2. Umlauf     | 1. Umlauf     | 2. Umlauf     | Gesamt        | Stechen             |
| ---- | -------------------------- | -------------------- | ------------------ | ------------- | ------------- | ------------- | ------------- | ------------- | ------------------- |
| 1    | Steve Guerdat              | Nino des Buissonnets | (0)                | (4)           | (4)           | 0             | 0             | 0             |                     |
| 2    | Gerco Schröder             | London               | (0)                | (4)           | (4)           | 0             | 1             | 1             | 0 in 49,79 Sekunden |
| 3    | Cian O’Connor              | Blue Loyd            | (0)                | (8)           | (12)          | 0             | 1             | 1             | 4 in 46,64 Sekunden |
| 4    | Kamal Bahamdan             | Noblesse des Tess    | (1)                | (1)           | (5)           | 1             | 1             | 2             |                     |
| 5    | Alberto Michán             | Rosalia              | (0)                | (0)           | (9)           | 4             | 0             | 4             |                     |
| 5    | Scott Brash                | Hello Sanctos        | (4)                | (4)           | (0)           | 0             | 4             | 4             |                     |
| 5    | Nick Skelton               | Big Star             | (0)                | (0)           | (0)           | 0             | 4             | 4             |                     |
| 8    | Rich Fellers               | Flexible             | (0)                | (0)           | (8)           | 5             | 0             | 5             |                     |
| 9    | Ian Millar                 | Star Power           | (4)                | (0)           | (4)           | 4             | 4             | 8             |                     |
| 9    | Ben Maher                  | Tripple X            | (0)                | (0)           | (4)           | 4             | 4             | 8             |                     |
| 9    | Marc Houtzager             | Tamino               | (0)                | (0)           | (0)           | 4             | 4             | 8             |                     |
| 12   | Marcus Ehning              | Plot Blue            | (1)                | (4)           | (0)           | 0             | 9             | 9             |                     |
| 12   | Pius Schwizer              | Carlina              | (8)                | (8)           | (0)           | 1             | 8             | 9             |                     |
| 12   | Cassio Rivetti             | Temple Road          | (0)                | (5)           | (12)          | 5             | 4             | 9             |                     |
| 12   | Álvaro de Miranda Neto     | Bogeno               | (0)                | (0)           | (8)           | 4             | 5             | 9             |                     |
| 12   | Olivier Guillon            | Lord de Theize       | (4)                | (4)           | (8)           | 0             | 9             | 9             |                     |
|      | ...                        |                      |                    |               |               |               |               |               |                     |
| 17   | Paul Estermann             | Castlefield Eclipse  | (0)                | (0)           | (8)           | 5             | 5             | 10            |                     |
|      | ...                        |                      |                    |               |               |               |               |               |                     |
| 23   | Meredith Michaels-Beerbaum | Bella Donna          | (0)                | (8)           | (1)           | 8             | ausgeschieden | ausgeschieden |                     |
|      | ...                        |                      |                    |               |               |               |               |               |                     |
| 36   | Werner Muff                | Kiamon               | 0                  | 4             | 12            | ausgeschieden | ausgeschieden | ausgeschieden |                     |
|      | ...                        |                      |                    |               |               |               |               |               |                     |
| 41   | Janne Friederike Meyer     | Lambrasco            | 0                  | 4             | 17            | ausgeschieden | ausgeschieden | ausgeschieden |                     |
|      | ...                        |                      |                    |               |               |               |               |               |                     |
| 69   | Christian Ahlmann          | Codex One            | 15                 | ausgeschieden | ausgeschieden | ausgeschieden | ausgeschieden | ausgeschieden |                     |

Anmerkungen:
- Die eingeklammerten Ergebnisse zählen nicht für das Ergebnis der Einzelwertung und sind nur der Vollständigkeit halber aufgeführt.

1. ↑  Werner Muff wäre auf Rang 33 nach dem Mannschaftsspringen vom Ergebnis her für das Einzelfinale qualifiziert gewesen. Es sind vor ihm jedoch bereits drei Schweizer Reiter platziert, pro NOK sind nur drei Reiter im Einzelfinale zulässig.

## Medaillenspiegel
| Platz | Land           | G | S | B | Gesamt |
| ----- | -------------- | - | - | - | ------ |
| 1     | Großbritannien | 3 | 1 | 1 | 5      |
| 2     | Deutschland    | 2 | 1 | 1 | 4      |
| 3     | Schweiz        | 1 | – | – | 1      |
| 4     | Niederlande    | – | 3 | 1 | 4      |
| 5     | Schweden       | – | 1 | – | 1      |
| 6     | Irland         | – | – | 1 | 1      |
| 6     | Neuseeland     | – | – | 1 | 1      |
| 6     | Saudi-Arabien  | – | – | 1 | 1      |
| Total | Total          | 6 | 6 | 6 | 18     |

## Qualifikation

### Dressur
| Übersicht Qualifikationswettkämpfe mit der Anzahl zu vergebener Quotenplätze | Übersicht Qualifikationswettkämpfe mit der Anzahl zu vergebener Quotenplätze | Übersicht Qualifikationswettkämpfe mit der Anzahl zu vergebener Quotenplätze | Übersicht Qualifikationswettkämpfe mit der Anzahl zu vergebener Quotenplätze | Übersicht Qualifikationswettkämpfe mit der Anzahl zu vergebener Quotenplätze | Übersicht Qualifikationswettkämpfe mit der Anzahl zu vergebener Quotenplätze |
| Wettkampf                                                                    | Austragungsort                                                               | Datum                                                                        | Einzel                                                                       | Team                                                                         | Reiter                                                                       |
| ---------------------------------------------------------------------------- | ---------------------------------------------------------------------------- | ---------------------------------------------------------------------------- | ---------------------------------------------------------------------------- | ---------------------------------------------------------------------------- | ---------------------------------------------------------------------------- |
| Gastgeber                                                                    |                                                                              |                                                                              | 3                                                                            | 1                                                                            | 3                                                                            |
| Weltreiterspiele 2010                                                        | Lexington                                                                    | 25. September – 10. Oktober 2010                                             | 9                                                                            | 3                                                                            | 9                                                                            |
| Europameisterschaften                                                        | Rotterdam                                                                    | 17. – 21. August 2011                                                        | 9                                                                            | 3                                                                            | 9                                                                            |
| Panamerikanische Spiele 2011                                                 | Guadalajara                                                                  | 16. – 19. Oktober 2011                                                       | 6                                                                            | 2                                                                            | 6                                                                            |
| Qualifikation Afrika/Mittlerer Osten/Südostasien/Ozeanien                    | Sydney                                                                       | 27. – 30. Oktober 2011                                                       | 3                                                                            | 1                                                                            | 3                                                                            |
| Qualifikation Afrika/Mittlerer Osten/Südostasien/Ozeanien                    | Ermelo                                                                       | 2. November 2011                                                             | 3                                                                            | 1                                                                            | 3                                                                            |
| FEI-Olympiaranking                                                           |                                                                              | 1. März 2012                                                                 | 17                                                                           |                                                                              | 17                                                                           |
| Gesamt                                                                       | Gesamt                                                                       | Gesamt                                                                       | 50                                                                           | 11                                                                           | 50                                                                           |

An den Wettbewerben im Dressurreiten durften 50 Reiter teilnehmen, darunter mindestens elf Mannschaften mit jeweils drei Reitern, die alle auch im Einzel antreten. Die Zahl der Mannschaften hätte sich noch erhöhen können, falls ein NOK drei Einzelquotenplätze gewonnen hätte. Eine Mannschaft Großbritanniens war als Gastgeber automatisch qualifiziert.
Bei den Weltreiterspielen 2010 qualifizierten sich die drei bestplatzierten Mannschaften. Bei den Europameisterschaften 2011 kamen noch einmal die drei besten Mannschaften hinzu. Ebenfalls qualifiziert waren die zwei besten Mannschaften der Panamerikanischen Spiele 2011. Aus den kontinentalen Zonen Afrika, Mittlerer Osten, Südostasien und Ozeanien qualifizierten sich abschließend zwei Mannschaften, die in zwei Qualifikationsturnieren ermittelt wurden. Diese fanden im Oktober und November 2011 in Australien und den Niederlanden statt. Per FEI-Olympiaranking wurden abschließend die letzten 17 Quotenplätze vergeben. Es qualifizierten sich die bestplatzierten Reiter, darunter aber mindestens einer aus jeder der sieben kontinentalen Zonen (Süd-Westeuropa, Nord-Westeuropa, Osteuropa/Zentralasien, Afrika/Mittlerer Osten, Südostasien/Ozeanien, Nordamerika, Zentral-/Südamerika). In dieses Ranking flossen die acht besten Ergebnisse bei offiziellen Turnieren zwischen dem 1. März 2011 und dem 1. März 2012 ein. Erreichte ein NOK, das bereits für eine Mannschaft bzw. drei Einzelstarter Quotenplätze gewonnen hatte, erneut eine Platzierung, die Quotenplätze garantierte, so erhielt diesen das nächstfolgende NOK ohne Quotenplatz.
Da Neuseeland, das eine Mannschaft qualifiziert hatte, nur zwei Reiter nach London entsandte, rückte ein weiterer Einzelstarter gemäß dem FEI-Olympiaranking nach. Dies war der polnische Reiter Michał Rapcewicz, was zur Folge hatte, dass auch Polen (das bereits zwei Reiter qualifiziert hatte) eine Dressurmannschaft stellen konnte.
Aus Kolumbien, das sich bei den auf Prix St. Georges-Niveau ausgetragenen Dressurwettbewerben der Panamerikanischen Spiele qualifizierte, nahm kein Reiter an den Spielen in London teil. Grund hierfür war, dass kein kolumbianischer Reiter die Qualifikationsnorm erfüllte. Hierfür rückten drei weitere Einzelstarter nach.
Mannschaften, die bei den olympischen Dressurwettbewerben antreten werden (je drei Reiter):
- Niederlande (Weltmeister 2010)
- Großbritannien (Gastgeber und Vizeweltmeister 2010)
- Deutschland (Dritter Weltmeisterschaften 2010)
- USA (Vierter Weltmeisterschaften 2010)
- Schweden (Europameisterschaften)
- Spanien (Europameisterschaften)
- Dänemark (Europameisterschaften)
- Kanada (Panamerikanische Spiele)
- Australien (Qualifikation Afrika/Mittlerer Osten/Südostasien/Ozeanien)
- Polen (Nachrücker aufgrund von drei Einzelstartern)

Qualifizierte Mannschaften, die keine Mannschaft entsenden:
- Neuseeland (Qualifikation Afrika/Mittlerer Osten/Südostasien/Ozeanien) – entsendet nur zwei Reiter
- Kolumbien (Panamerikanische Spiele) – keine Teilnahme an den olympischen Dressurwettbewerben

Zusätzlich qualifizierte Einzelstarter:

Je ein Startplatz je kontinentaler Zone:
- Norwegen (Qualifikationsrang durch Siril Helljesen), kontinentale Zone A Nord-Westeuropa
- Österreich (Qualifikationsrang durch Victoria Max-Theurer), kontinentale Zone B Süd-Westeuropa
- Ukraine (Qualifikationsrang durch Switlana Kysseljowa), kontinentale Zone C Osteuropa/Zentralasien
- Brasilien (Qualifikationsrang durch Luíza Tavares de Almeida), kontinentale Zone E Zentral-/Südamerika
- Marokko (Qualifikationsrang durch Yassine Rahmouni), kontinentale Zone F Afrika/Mittlerer Osten
- Japan (Qualifikationsrang durch Hiroshi Hoketsu), kontinentale Zone G Südostasien/Ozeanien

Weitere sechzehn Einzelstarter gemäß FEI-Olympiaranking:
- Deutschland (zusätzlicher Reiter außerhalb der Mannschaft)
- Italien (Qualifikationsrang durch Valentina Truppa)
- Großbritannien (zusätzlicher Reiter außerhalb der Mannschaft)
- Portugal (Qualifikationsrang durch Gonçalo Carvalho)
- Belgien (Qualifikationsrang durch Jeroen Devroe)
- Polen (Qualifikationsrang durch Beata Stremler) (entfällt, da Polen als Nachrücker eine Mannschaft stellt)
- Polen (Qualifikationsrang durch Katarzyna Milczarek) (entfällt, da Polen als Nachrücker eine Mannschaft stellt)
- Frankreich (Qualifikationsrang durch Jessica Michel)
- Niederlande (zusätzlicher Reiter außerhalb der Mannschaft)
- Finnland (Qualifikationsrang durch Mikaela Lindh)
- Polen (Qualifikationsrang durch Michał Rapcewicz) (entfällt, da Polen als Nachrücker eine Mannschaft stellt)
- Irland (Qualifikationsrang durch Anna Merveldt)
- Vereinigte Staaten (zusätzlicher Reiter außerhalb der Mannschaft)
- Österreich (Qualifikationsrang durch Renate Voglsang)
- Dänemark (Qualifikationsrang durch Sidsel Johansen)
- Finnland (Qualifikationsrang durch Emma Kanerva)[39]

Zusätzlich qualifizierte Einzelstarter, die nicht bei den Olympischen Spielen starten werden:
- Antigua und Barbuda (Qualifikationsrang durch Emily Ward Hansen), kontinentale Zone D Nordamerika

Anmerkung: Bezüglich der kontinentale Zone E war eine Anfechtungsklage erhoben worden. Daher wurde der brasilianische Startplatz vorbehaltlich des Ausgangs dieser Rechtsstreitigkeiten bekanntgegeben. Der klageführende Pferdesportverband der Dominikanischen Republik unterlag jedoch vor dem Internationalen Sportsgerichtshof, dieses bestätigte den brasilianischen Startplatz.

### Springen
| Übersicht Qualifikationswettkämpfe mit der Anzahl zu vergebener Quotenplätze | Übersicht Qualifikationswettkämpfe mit der Anzahl zu vergebener Quotenplätze | Übersicht Qualifikationswettkämpfe mit der Anzahl zu vergebener Quotenplätze | Übersicht Qualifikationswettkämpfe mit der Anzahl zu vergebener Quotenplätze | Übersicht Qualifikationswettkämpfe mit der Anzahl zu vergebener Quotenplätze | Übersicht Qualifikationswettkämpfe mit der Anzahl zu vergebener Quotenplätze |
| Wettkampf                                                                    | Austragungsort                                                               | Datum                                                                        | Einzel                                                                       | Team                                                                         | Reiter                                                                       |
| ---------------------------------------------------------------------------- | ---------------------------------------------------------------------------- | ---------------------------------------------------------------------------- | ---------------------------------------------------------------------------- | ---------------------------------------------------------------------------- | ---------------------------------------------------------------------------- |
| Gastgeber                                                                    |                                                                              |                                                                              | 4                                                                            | 1                                                                            | 4                                                                            |
| Weltreiterspiele 2010                                                        | Lexington                                                                    | 25. September – 10. Oktober 2010                                             | 27                                                                           | 6                                                                            | 27                                                                           |
| Qualifikation Osteuropa/Asien/Ozeanien                                       | Aachen                                                                       | 10. Juli 2011                                                                | 5                                                                            | 1                                                                            | 5                                                                            |
| Europameisterschaften                                                        | Madrid                                                                       | 13. – 18. September 2011                                                     | 12                                                                           | 3                                                                            | 12                                                                           |
| Panamerikanische Spiele 2011                                                 | Guadalajara                                                                  | 26. – 29. Oktober 2011                                                       | 17                                                                           | 3                                                                            | 17                                                                           |
| Qualifikation Afrika/Mittlerer Osten                                         | Doha                                                                         | 27. – 30. Dezember 2011                                                      | 5                                                                            | 1                                                                            | 5                                                                            |
| FEI-Olympiaranking                                                           |                                                                              | 1. März 2012                                                                 | 5                                                                            |                                                                              | 5                                                                            |
| Gesamt                                                                       | Gesamt                                                                       | Gesamt                                                                       | 75                                                                           | 15                                                                           | 75                                                                           |

An den Wettbewerben im Springreiten duften 75 Reiter teilnehmen, darunter 15 Mannschaften mit jeweils vier Reitern und 15 Einzelstarter. Alle qualifizierten Mannschaften war damit auch ein Start mit vier Reitern im Einzelwettbewerb möglich. NOKs ohne qualifizierte Mannschaft konnten maximal zwei Einzelstarter an den Start bringen. Eine Mannschaft Großbritanniens war als Gastgeber automatisch qualifiziert.
Bei den Weltreiterspielen 2010 qualifizierten sich die fünf bestplatzierten Mannschaften, außerdem die beste Mannschaft aus Osteuropa/Asien/Ozeanien sowie im Einzel die beiden besten Reiter aus Afrika/Mittlerer Osten und der beste Reiter aus Südostasien/Ozeanien. Bei den Europameisterschaften 2011 qualifizierten sich die drei besten Mannschaften. Ebenfalls qualifiziert waren die drei besten Mannschaften der Panamerikanischen Spiele 2011 sowie im Einzel der beste Reiter aus Nordamerika und die vier besten Reiter aus Zentral- und Südamerika. Im Rahmen des CHIO in Aachen wurde eine weitere qualifizierte Mannschaft aus Osteuropa/Asien/Ozeanien ermittelt sowie ein Einzelstarter aus Südostasien/Ozeanien. Die letzte Mannschaft wurde bei einem Qualifikationswettkampf in Abu Dhabi ermittelt, es qualifizierte sich die beste Mannschaft aus Afrika/Mittlerer Osten sowie ein weiterer Einzelstarter. Per FEI-Olympiaranking wurden abschließend die letzten fünf Startplätze im Einzel vergeben, drei Plätze für Europa (ohne Osteuropa) und zwei Plätze für Osteuropa/Zentralasien. In dieses Ranking flossen die acht besten Ergebnisse bei offiziellen Turnieren zwischen dem 1. März 2011 und dem 1. März 2012 ein. Erreichte ein NOK, das bereits für eine Mannschaft oder zwei Einzelstarter Quotenplätze gewonnen hatte, erneut eine Platzierung, die Quotenplätze garantierte, so erhielt diesen das nächstfolgende NOK ohne Quotenplatz.
Mannschaften, die bei den olympischen Springreitwettbewerben antreten werden:
- Großbritannien (Gastgeber)
- Deutschland (Weltmeister 2010)
- Frankreich (Vizeweltmeister 2010)
- Belgien (Dritter Weltmeisterschaften 2010)
- Brasilien (Vierter Weltmeisterschaften 2010)
- Kanada (Fünfter Weltmeisterschaften 2010)
- Australien (Bestes Team Osteuropa/Asien/Ozeanien Weltmeisterschaften 2010)
- Ukraine (Sieger Qualifikationsturnier Osteuropa/Asien/Ozeanien)
- Niederlande (Europameisterschaften)
- Schweden (Europameisterschaften)
- Schweiz (Europameisterschaften)
- USA (Panamerikanische Spiele)
- Mexiko (Panamerikanische Spiele)
- Chile (Panamerikanische Spiele)
- Saudi-Arabien (Sieger Qualifikation Afrika/Mittlerer Osten)

Zusätzlich qualifizierte Einzelstarter:

Drei Einzelstartplätze aus den kontinentalen Zone A und B (Nord-Westeuropa und Süd-Westeuropa):
- Irland (Qualifikationsrang durch Denis Lynch)
- Irland (Qualifikationsrang durch Billy Twomey)
- Portugal (Qualifikationsrang durch Luciana Diniz)

Zwei Einzelstartplätze aus der kontinentalen Zone C (Osteuropa/Zentralasien):
- Aserbaidschan (Qualifikationsrang durch Camal Rəhimov)
- Russland (Qualifikationsrang durch Wladimir Tuganow)[43]

Weitere:
- Bermuda (Qualifikationsrang durch 8. Platz von Jillian Terceira bei den Panamerikanischen Spielen 2011), kontinentale Zone D
- Kolumbien (Qualifikationsrang durch 7. Platz von Daniel Bluman bei den Panamerikanischen Spielen 2011), kontinentale Zone E
- Argentinien (Qualifikationsrang durch 16. Platz von Matias Albarracin bei den Panamerikanischen Spielen 2011), kontinentale Zone E
- Kolumbien (Qualifikationsrang durch 17. Platz von John Perez bei den Panamerikanischen Spielen 2011), kontinentale Zone E
- Argentinien (Qualifikationsrang durch 18. Platz von José Maria Larocca bei den Panamerikanischen Spielen 2011), kontinentale Zone E[44]
- Ägypten (Qualifikationsrang durch 56. Platz von Karim El Zoghby bei den Weltreiterspielen 2010), kontinentale Zone F
- Syrien (Qualifikationsrang durch 69. Platz von Ahmad Saber Hamcho bei den Weltreiterspielen 2010), kontinentale Zone F
- Jordanien (Qualifikationsrang durch 2. Platz von Ibrahim Bisharat bei der Qualifikationsprüfung Afrika/Mittlerer Osten), kontinentale Zone F[45]
- Japan (Qualifikationsrang durch 10. Platz von Taizō Sugitani bei den Weltreiterspielen 2010), kontinentale Zone G
- Japan (Qualifikationsrang durch 10. Platz von Taizō Sugitani bei der Qualifikationsprüfung Osteuropa/Asien/Ozeanien), kontinentale Zone G[46]

### Vielseitigkeit
| Übersicht Qualifikationswettkämpfe mit der Anzahl zu vergebener Quotenplätze | Übersicht Qualifikationswettkämpfe mit der Anzahl zu vergebener Quotenplätze | Übersicht Qualifikationswettkämpfe mit der Anzahl zu vergebener Quotenplätze | Übersicht Qualifikationswettkämpfe mit der Anzahl zu vergebener Quotenplätze | Übersicht Qualifikationswettkämpfe mit der Anzahl zu vergebener Quotenplätze | Übersicht Qualifikationswettkämpfe mit der Anzahl zu vergebener Quotenplätze |
| Wettkampf                                                                    | Austragungsort                                                               | Datum                                                                        | Einzel                                                                       | Team                                                                         | Reiter                                                                       |
| ---------------------------------------------------------------------------- | ---------------------------------------------------------------------------- | ---------------------------------------------------------------------------- | ---------------------------------------------------------------------------- | ---------------------------------------------------------------------------- | ---------------------------------------------------------------------------- |
| Gastgeber                                                                    |                                                                              |                                                                              | 5                                                                            | 1                                                                            | 5                                                                            |
| Weltreiterspiele 2010                                                        | Lexington                                                                    | 25. September–10. Oktober 2010                                               | 25                                                                           | 5                                                                            | 25                                                                           |
| Europameisterschaften                                                        | Luhmühlen                                                                    | 25.–28. August 2011                                                          | 10                                                                           | 2                                                                            | 10                                                                           |
| Qualifikation Afrika/Mittlerer Osten/Südostasien/Ozeanien                    | Blenheim                                                                     | 8.–11. September 2011                                                        | 5                                                                            | 1                                                                            | 5                                                                            |
| Panamerikanische Spiele 2011                                                 | Guadalajara                                                                  | 21.–23. Oktober 2011                                                         | 10                                                                           | 2                                                                            | 10                                                                           |
| FEI-Olympiaranking                                                           |                                                                              | 1. März 2012                                                                 | 20                                                                           |                                                                              | 20                                                                           |
| Gesamt                                                                       | Gesamt                                                                       | Gesamt                                                                       | 75                                                                           | 11                                                                           | 75                                                                           |

An den Wettbewerben im Vielseitigkeitsreiten konnten 75 Reiter teilnehmen, darunter mindestens elf Mannschaften mit jeweils fünf Reitern, die alle zeitgleich auch im Einzel antraten. In jeder der drei Teildisziplinen flossen die Ergebnisse von drei der fünf Reiter in die Mannschaftswertung ein. Die Zahl der teilnehmenden Mannschaften erhöhte sich mit Abschluss der Qualifikation, nachdem drei NOKs mindestens drei Einzelstarter qualifizieren konnten und somit auch ein Start im Mannschaftswettbewerb möglich war. Eine Mannschaft Großbritanniens war als Gastgeber automatisch qualifiziert.
Bei den Weltreiterspielen 2010 qualifizierten sich die fünf bestplatzierten Mannschaften. Bei den Europameisterschaften 2011 kamen noch einmal die zwei besten Mannschaften hinzu. Ebenfalls qualifiziert waren die zwei besten Mannschaften der Panamerikanischen Spiele 2011. Die letzte Mannschaft (Afrika, Mittlerer Osten, Südostasien, Ozeanien) wurde bei einem Qualifikationswettkampf im September 2011 ermittelt.
Per FEI-Olympiaranking wurden abschließend die letzten 20 Quotenplätze vergeben. Es qualifizierten sich die bestplatzierten Reiter, mindestens aber einer aus jeder der sieben kontinentalen Zonen (Süd-Westeuropa, Nord-Westeuropa, Osteuropa/Zentralasien, Afrika/Mittlerer Osten, Südostasien/Ozeanien, Nordamerika, Zentral-/Südamerika). In dieses Ranking flossen die acht besten Ergebnisse bei offiziellen Turnieren zwischen dem 1. März 2011 und dem 1. März 2012 ein. Erreichte ein NOK, das bereits für eine Mannschaft oder zwei Einzelstarter Quotenplätze gewonnen hatte, erneut eine Platzierung, die Quotenplätze garantierte, so erhielt diesen das nächstfolgende NOK ohne Quotenplatz.
Mannschaften, die bei den olympischen Vielseitigkeitswettbewerben antreten werden:
- Großbritannien (Gastgeber und Weltmeister 2010)
- Kanada (Vizeweltmeister 2010)
- Neuseeland (Dritter Weltmeisterschaften 2010)
- USA (Vierter Weltmeisterschaften 2010)
- Deutschland (Fünfter Weltmeisterschaften 2010)
- Belgien (Sechster Weltmeisterschaften 2010)
- Frankreich (Europameisterschaften)
- Schweden (Europameisterschaften)
- Japan (Sieger Qualifikationsturnier Afrika/Mittlerer Osten/Südostasien/Ozeanien)
- Brasilien (Panamerikanische Spiele)
- Australien (5 qualifizierte Einzelstarter, siehe auch nachfolgend)
- Irland (5 qualifizierte Einzelstarter, siehe auch nachfolgend)
- Niederlande (3 qualifizierte Einzelstarter, siehe auch nachfolgend)

Qualifizierte Mannschaften, die keine Mannschaft entsenden:
- Argentinien (Panamerikanische Spiele)

Zusätzlich qualifizierte Einzelstarter:

Je ein Startplatz je kontinentaler Zone:
- Niederlande (Qualifikationsrang durch Raf Kooremans), kontinentale Zone A Nord-Westeuropa
- Italien (Qualifikationsrang durch Vittoria Panizzon), kontinentale Zone B Süd-Westeuropa
- Belarus (Qualifikationsrang durch Alena Zeljapuschkina), kontinentale Zone C Osteuropa/Zentralasien
- Jamaika (Qualifikationsrang durch Samantha Albert), kontinentale Zone D Nordamerika
- Ecuador (Qualifikationsrang durch Ronald Zabala-Goetschel), kontinentale Zone E Zentral-/Südamerika
- Südafrika (Qualifikationsrang durch Mandy Mason), kontinentale Zone F Afrika/Mittlerer Osten
- Australien (Qualifikationsrang durch Clayton Fredericks), kontinentale Zone G Südostasien/Ozeanien

Weitere 13 Einzelstarter gemäß FEI-Olympiaranking:
- Australien (Qualifikationsrang durch Stuart Tinney)
- Australien (Qualifikationsrang durch Emma Scott)
- Australien (Qualifikationsrang durch Shane Rose)
- Australien (Qualifikationsrang durch Natalie Blundell)
- Niederlande (Qualifikationsrang durch Elaine Pen)
- Niederlande (Qualifikationsrang durch Merel Blom)
- Thailand (Qualifikationsrang durch Nina Ligon)
- Italien (Qualifikationsrang durch Stefano Brecciaroli)
- Irland (Qualifikationsrang durch Camilla Speirs)
- Österreich (Qualifikationsrang durch Harald Ambros)
- Irland (Qualifikationsrang durch Mark Kyle)
- Russland (Qualifikationsrang durch Mykhailo Nastenko)
- Irland (Qualifikationsrang durch Michael Ryan)

Weitere fünf Einzelstarter gemäß FEI-Olympiaranking durch den Nichtstart der argentinischen Mannschaft:
- Irland (Qualifikationsrang durch Jayne Doherty)
- Polen (Qualifikationsrang durch Paweł Spisak)
- Irland (Qualifikationsrang durch Geoff Curran)
- Belarus (Qualifikationsrang durch Aljaksandr Faminou)
- Russland (Qualifikationsrang durch Andrei Korschunow)[48]

### Gewonnene Quotenplätze
| Gewonnene Quotenplätze nach NOKs | Gewonnene Quotenplätze nach NOKs | Gewonnene Quotenplätze nach NOKs | Gewonnene Quotenplätze nach NOKs | Gewonnene Quotenplätze nach NOKs | Gewonnene Quotenplätze nach NOKs | Gewonnene Quotenplätze nach NOKs | Gewonnene Quotenplätze nach NOKs |
|                                  | Dressur                          | Dressur                          | Springen                         | Springen                         | Vielseitigkeit                   | Vielseitigkeit                   |                                  |
| Wettbewerb                       | Einzel                           | Mannschaft                       | Einzel                           | Mannschaft                       | Einzel                           | Mannschaft                       | Reiter                           |
| -------------------------------- | -------------------------------- | -------------------------------- | -------------------------------- | -------------------------------- | -------------------------------- | -------------------------------- | -------------------------------- |
| Ägypten                          |                                  |                                  | 1                                |                                  |                                  |                                  | 1                                |
| Antigua und Barbuda              | 1                                |                                  |                                  |                                  |                                  |                                  | 1                                |
| Argentinien                      |                                  |                                  | 2                                |                                  |                                  |                                  | 2                                |
| Aserbaidschan                    |                                  |                                  | 1                                |                                  |                                  |                                  | 1                                |
| Australien                       | 3                                | 1                                | 4                                | 1                                | 5                                | 1                                | 12                               |
| Belgien                          | 1                                |                                  | 4                                | 1                                | 5                                | 1                                | 10                               |
| Bermuda                          |                                  |                                  | 1                                |                                  |                                  |                                  | 1                                |
| Brasilien                        | 1                                |                                  | 4                                | 1                                | 5                                | 1                                | 10                               |
| Chile                            |                                  |                                  | 4                                | 1                                |                                  |                                  | 4                                |
| Dänemark                         | 3                                | 1                                |                                  |                                  |                                  |                                  | 3                                |
| Deutschland                      | 4                                | 1                                | 4                                | 1                                | 5                                | 1                                | 13                               |
| Ecuador                          |                                  |                                  |                                  |                                  | 1                                |                                  | 1                                |
| Finnland                         | 1                                |                                  |                                  |                                  |                                  |                                  | 1                                |
| Frankreich                       | 1                                |                                  | 4                                | 1                                | 5                                | 1                                | 10                               |
| Großbritannien                   | 4                                | 1                                | 4                                | 1                                | 5                                | 1                                | 13                               |
| Irland                           |                                  |                                  | 2                                |                                  | 5                                | 1                                | 7                                |
| Italien                          | 1                                |                                  |                                  |                                  | 2                                |                                  | 3                                |
| Jamaika                          |                                  |                                  |                                  |                                  | 1                                |                                  | 1                                |
| Japan                            | 1                                |                                  | 2                                |                                  | 5                                | 1                                | 8                                |
| Jordanien                        |                                  |                                  | 1                                |                                  |                                  |                                  | 1                                |
| Kanada                           | 3                                | 1                                | 4                                | 1                                | 5                                | 1                                | 12                               |
| Kolumbien                        | 3                                | 1                                | 2                                |                                  |                                  |                                  | 5                                |
| Marokko                          | 1                                |                                  |                                  |                                  |                                  |                                  | 1                                |
| Mexiko                           |                                  |                                  | 4                                | 1                                |                                  |                                  | 4                                |
| Neuseeland                       | 2                                |                                  |                                  |                                  | 5                                | 1                                | 7                                |
| Niederlande                      | 4                                | 1                                | 4                                | 1                                | 3                                | 1                                | 11                               |
| Norwegen                         | 1                                |                                  |                                  |                                  |                                  |                                  | 1                                |
| Österreich                       | 1                                |                                  |                                  |                                  | 1                                |                                  | 2                                |
| Polen                            | 3                                | 1                                |                                  |                                  | 1                                |                                  | 4                                |
| Portugal                         | 1                                |                                  | 1                                |                                  |                                  |                                  | 2                                |
| Russland                         |                                  |                                  | 1                                |                                  | 2                                |                                  | 3                                |
| Saudi-Arabien                    |                                  |                                  | 4                                | 1                                |                                  |                                  | 4                                |
| Schweden                         | 3                                | 1                                | 4                                | 1                                | 5                                | 1                                | 12                               |
| Schweiz                          |                                  |                                  | 4                                | 1                                |                                  |                                  | 4                                |
| Spanien                          | 3                                | 1                                |                                  |                                  |                                  |                                  | 3                                |
| Südafrika                        |                                  |                                  |                                  |                                  | 1                                |                                  | 1                                |
| Syrien                           |                                  |                                  | 1                                |                                  |                                  |                                  | 1                                |
| Thailand                         |                                  |                                  |                                  |                                  | 1                                |                                  | 1                                |
| Ukraine                          | 1                                |                                  | 4                                | 1                                |                                  |                                  | 5                                |
| USA                              | 3                                | 1                                | 4                                | 1                                | 5                                | 1                                | 12                               |
| Weißrussland                     |                                  |                                  |                                  |                                  | 2                                |                                  | 2                                |
| Quotenplätze Gesamt              | 50                               | 11                               | 75                               | 15                               | 75                               | 14                               | 200                              |

## Testveranstaltung
Vom 4. bis 6. Juli 2011 wurde im Greenwich Park eine Testveranstaltung (Greenwich Park Eventing Invitational) im Rahmen der „London Prepares series“ ausgetragen. Es handelte sich hierbei um eine Vielseitigkeits-Kurzprüfung (CIC 2*), der Sieg ging an Piggy French mit Topper W vor Michael Jung mit River of Joy. Kritisiert wurde bei der Veranstaltung das Geläuf der Geländestrecke und der Boden im Stadion. Aber auch bezüglich der Zuschauerführung und des Geländeaufbaus wurde noch Verbesserungsbedarf festgestellt.